# Opération Ajax
Pour les articles homonymes, voir Ajax.
L'opération Ajax est une opération secrète menée en 1953 par le Royaume-Uni et les États-Unis, exécutée par la CIA avec le soutien de la MI6, visant à renverser le Premier ministre d'Iran Mohammad Mossadegh pour le remplacer par le général Fazlollah Zahedi. Plus largement elle désigne les événements qui ont agité l'Iran du 15 au 19 août 1953, le plan Ajax n'ayant eu lieu pour ainsi dire que dans la nuit du 15 au 16 août. Le plan fut approuvé par le Premier ministre britannique Winston Churchill le 1er juillet 1953, et par le président des États-Unis Dwight D. Eisenhower le 11 juillet 1953. Le plan s'appuya sur de nombreux collaborateurs, des membres éminents du clergé, la majorité des membres du Parlement iranien et le chah, lesquels soutinrent l'armée iranienne.
Le déroulement des événements de même que les intentions des uns et des autres ne sont pas encore tout à fait claires, bien que les archives des services secrets américains aient été ouvertes sur le sujet en août 2013, tandis que les archives britanniques sont toujours closes. Cependant, on suppose que dans le plan original, Mossadegh avait été révoqué de son poste par un décret du chah qui nommait le général Zahedi en tant que nouveau Premier ministre. Mais ce plan initial, dans la nuit du 15 au 16 août, échoua et Mossadegh se maintint au pouvoir, tandis que les États-Unis s'inquiétaient de la tournure des événements. Le chah ayant fui le pays, l'armée du général Fazlollah Zahedi et le clergé, dirigé par le grand ayatollah Hossein Boroudjerdi, organisèrent de massives manifestations pro-chah à travers le pays, ce qui fit basculer la situation et l'opinion publique et politique, et Mossadegh fut finalement renversé le 19 août. Zahedi devint Premier ministre et le chah Mohammad Reza Pahlavi rentra en Iran le 22 août.

## Contexte politique
Durant tout le XIXe siècle, et lors de la majeure partie du Sublime État de Perse, le pays s'est vu souvent la victime des pays voisins : en premier lieu, l'Empire russe, qui dépeça à de nombreuses reprises le territoire iranien, l'amputant de son territoire au nord en 1813, 1828 et 1884 lors de guerres successives, puis en lui imposant des zones d'influence au nord, ayant accès à la quasi-totalité des territoires limitrophes de la mer Caspienne. Ensuite, et de façon plus importante ici, l'Empire britannique : si les Britanniques imposèrent aussi des zones d'influences britanniques en Perse, limitrophes avec le Raj britannique, ce fut surtout le pétrole qui se révéla intéressant. En 1901, le souverain Qadjar, Mozaffareddine Chah, signa un contrat avec William Knox D'Arcy, un industriel et homme d'affaires britannique, permettant à ce dernier d'exploiter des territoires pétroliers dans le sud du pays, autour d'Abadan. Mais les puits ne foraient rien, et en 1907, D'Arcy vendit la quasi-totalité de ses droits à la Burman Oil Company. Mais en 1908, surprise : d'énormes réserves de pétrole sont découvertes, et rapidement est créée une société d'exploitation : l'Anglo-Persian Oil Company.

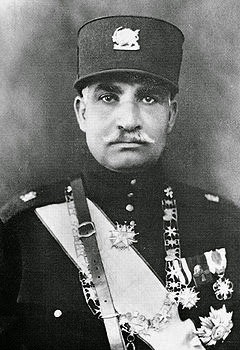
Reza Chah Ier Pahlavi.

Pendant la Première Guerre mondiale, l'État britannique devient le principal actionnaire de l'Anglo-Persian Oil Company (APOC). Puis un autre problème se pose : la disparition de l'empire russe et surtout l'apparition de la RSFS de Russie fait craindre la possible absorption de la frêle Perse par le géant du nord, même si Trotski avait renoncé aux zones d'influence des russes en Perse. Le gouvernement élabore un projet, et décide, après plusieurs échecs, d'organiser un coup d'État pour favoriser un homme favorable à leurs intérêts à la tête du gouvernement persan. Cet homme est Sayed Zia ol-Din Tabatabaï ; aussi les Britanniques décident de lui administrer un bras droit pour l'exécution du plan : Reza Khan Mir-Panj.
Ce dernier, né dans la plus grande misère à Alasht, dans le Mazandaran le 18 mars 1878, a intégré en 1895 la brigade cosaque persane, seul corps militaire assez organisé en Iran, puis a progressivement gravi les échelons pour se retrouver à la tête de la brigade. Les Britanniques, à la recherche d'un homme à poigne pour aider Tabatabaï, profitant de sa popularité, l'associent à leur projet. Reza Khan voit cependant plus loin : s'il exécute avec brio le coup d'État en février 1921, il devient successivement chef des armées (Sardar Sepah), puis ministre de la Guerre, et se débarrasse de Tabatabaï en mai 1921. En 1923, le souverain perse, Ahmad Chah, part pour raisons de santé à Nice alors que Reza Khan, devenu Reza Pahlavi, devient chef du gouvernement, écartant le seul autre homme capable de lui faire de l'ombre : Ahmad Ghavam. Entre le 31 octobre et le 12 décembre 1925, Reza Pahlavi fait déposer Ahmad Chah par le Parlement, fait amender la Constitution puis devient le nouveau roi en prenant le titre de Reza Chah Pahlavi.
Sous son règne, l'Iran accélère sa modernisation : création d'universités, de chemins de fer et industrialisation massive. Il bouleverse l'ordre social établi en accélérant les réformes et en essayant de faire passer l'Iran au XXe siècle. Il crée la première université moderne du pays, l'université de Téhéran (1934), instaure l'usage des noms de famille et du livret d'état civil, modernise la justice et l'armée et entreprend un effort considérable pour moderniser le système éducatif. En 1935, il interdit le port du voile pour les femmes et oblige les hommes à porter un habit « à l'occidentale ». Parallèlement, les relations Iran-Royaume-Uni se détériorent considérablement, notamment après que Reza Chah essaie de supprimer les concessions britanniques sur le pétrole iranien ; avec un succès mitigé.
Mais Reza Chah, après 16 ans de règne, est déposé par les britanniques et les soviétiques dans le cadre l'opération Countenance en septembre 1941 : les rapprochements de Reza Chah avec l'Allemagne nazie qui était le premier partenaire commercial de l'Iran en 1939 avait inquiété les Britanniques. Quand la guerre éclate, les Britanniques demandent à Reza Chah d'expulser les citoyens allemands du pays, ce qu'il refuse. Reza Chah, ayant déclaré la neutralité de l'Iran, refuse à nouveau une demande des alliés de se servir du pays pour faire passer des munitions en Union soviétique après l'entrée en guerre de l'URSS, ce qui pousse la Grande-Bretagne et l'Union des républiques socialistes soviétiques à envahir l'Iran le 25 août 1941.
Par une habileté politique, le Premier ministre Mohammad Ali Foroughi avait réussi à maintenir en place la dynastie Pahlavi : Mohammad Reza Pahlavi devint chah d'Iran, succédant à son père, qui part en exil à l'île Maurice puis en Afrique du Sud, où il mourra en 1944. Passé l'occupation étrangère (1941-1945) puis la crise irano-soviétique (1945-1947), où Ghavam, revenu en politique, résolut une crise sécessionniste dans le nord du pays fomentée par les soviétiques, le Madjles (Parlement iranien) remet sur le tapis un certain nombre de questions, dont celle du pétrole.

### La nationalisation
Le gouvernement nationaliste de Mohammad Mossadegh entreprend une série de nationalisations de compagnies pétrolières de l'Anglo-Iranian Oil Company (AIOC), qui devient la National Iranian Oil Company (NIOC) en 1951.

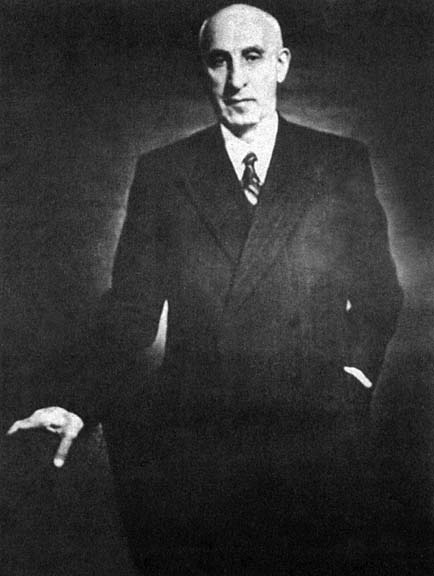
Mohammad Mossadegh

L’origine du conflit est le refus d’AIOC d’autoriser un audit des comptes pour déterminer si le gouvernement iranien reçoit les redevances qui lui sont dues, en 1950, sous le gouvernement de Mohammad Sa'ed. Le contrat original pétrolier en Iran avait été signé en 1901, sous les Qâdjars. En 1933, Reza Chah avait ouvert des renégociations, puis avait aboli la concession pétrolière des britanniques, avant de chercher une forme de compromis face à la menace d'une guerre. Le Premier ministre Foroughi avait obtenu d'importantes concessions, mais elles étaient bien maigres après les espoirs suscités. Les négociations sont rouvertes donc en 1949-1950, avec comme objectif que l'AIOC et l'Iran obtienne la même répartition des bénéfices que l'ARAMCO et l'Arabie Saoudite, c'est-à-dire 50/50. Mais Mohammad Mossadegh, alors député et leader du Front National, s'oppose au Premier ministre Haj Ali Razmara en proposant une loi, rédigé par les cadres de son parti, stipulant qu'il faut aller plus loin en nationalisant la totalité de l'industrie pétrolière iranienne. Razmara estime cependant que l'Iran n'a pas les moyens techniques, financiers et économiques d'extraire et de vendre son propre pétrole. Le 7 mars 1951, Razmara est assassiné par un membre du groupe extrémiste des Fedayin de l'Islam, et le projet de Mossadegh est adopté par le Majlis (Parlement iranien). Ce dernier est lui-même nommé par le chah Premier ministre le 29 avril 1951, succédant à Hossein Ala', et si son projet de loi a été voté, il lui faut maintenant se charger de l'appliquer.

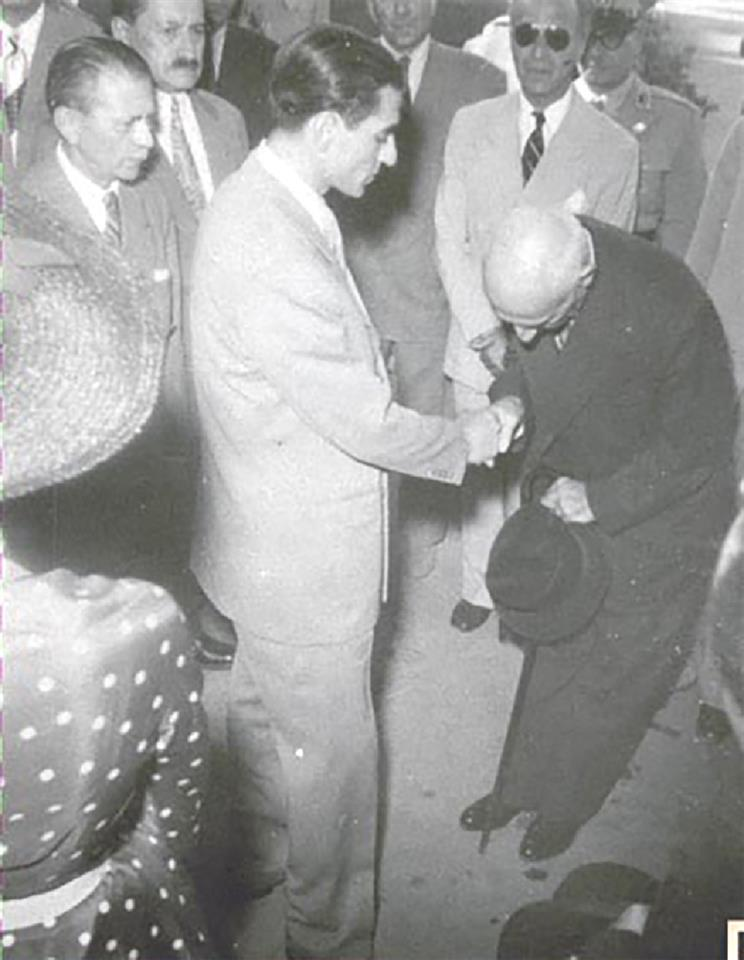
Mossadegh salue le chah, après que ce dernier l'ait invité à former son gouvernement

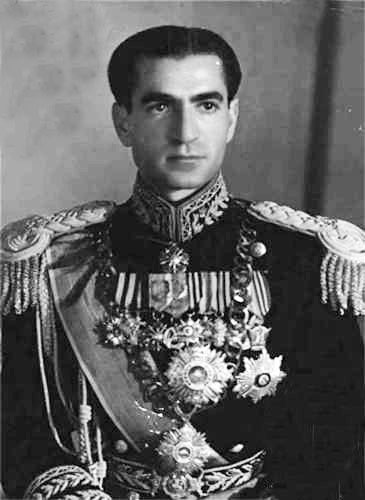
Mohammad Reza Chah Pahlavi, Shahanshah d'Iran depuis 1941. Le monarque a un certain pouvoir, notamment un droit de regard sur les affaires militaires, mais pas (officiellement) dans la vie parlementaire

La nationalisation a symboliquement lieu à Abadan, le 20 juin 1951. Toutes les factions du pays (communistes, dans la clandestinité depuis 1949, religieux, nationalistes) sont derrière le gouvernement de Mossadegh. Leurs intérêts sont pourtant tous différents. Pour le parti communiste Tudeh la nationalisation est une étape importante dans la mise en place d'un Iran socialiste. Pour Mohammad Mossadegh et son parti le Front national, c'est une question de souveraineté politique et d'honneur national. Les islamiques et leurs partisans y voient une lutte contre l'occidentalisation (gharbsadegi) de l'Iran, critiquant Razmara qui se soucie de la praticabilité d'une telle loi et freine la nationalisation, cherchant à prendre toutes les précautions nécessaires, ce qui le fait passer pour un agent de la Grande-Bretagne (alors que Razmara s'est rapproché de l'URSS) ; c'est du moins l'impression qu'il fait à Mossadegh, qui lui dit en pleine séance parlementaire, alors que Razmara venait de dire qu'il ne pensait pas que le pays soit réellement en mesure de vendre et d'extraire par ses propres moyens son pétrole.
La nouvellement fondée SNIP notifie à tous les employés de l'AIOC qu'ils sont désormais les employés de la société, ce que refuse le Royaume-Uni. La tension monte et débouche sur ce qui est connu comme la crise d'Abadan. Le Royaume-Uni tente sans succès de porter l'affaire devant la Cour internationale de justice, qui se déclare incompétente en juillet 1952 (Anglo-lranian Oil Co. (Royaume-Uni c. Iran)), prépare même une opération militaire à partir de Chypre et du Golfe. Le Royaume-Uni saisit également le Conseil de sécurité de l'ONU : le Conseil de sécurité, après avoir confronté un émissaire britannique et Mossadegh venu en personne, décide « de ne pas inscrire l’affaire à l’ordre du jour ». Les États-Unis, en la personne de Averell Harriman, se sont déjà posés en médiateurs à la crise. L'arrivée d'Harriman à Téhéran avait cependant fait peser un lourd climat anti-américain, provoqué par les manifestations massives du Tudeh. Les États-Unis, s’ils déplorent la crise, ne voient pas que des mauvais côtés aux événements, espérant avoir un rôle dans son issue future : Mossadegh fait un voyage aux États-Unis pour assister au Conseil de sécurité de l’ONU, et est accueilli par le président Truman. Les Américains finissent par lâcher les Anglais, et ces derniers rapatrient tout le personnel de l’AIOC hors d’Iran. Mossadegh leur offre un emploi dans la nouvelle société SNIP, mais aucun n’accepte. 

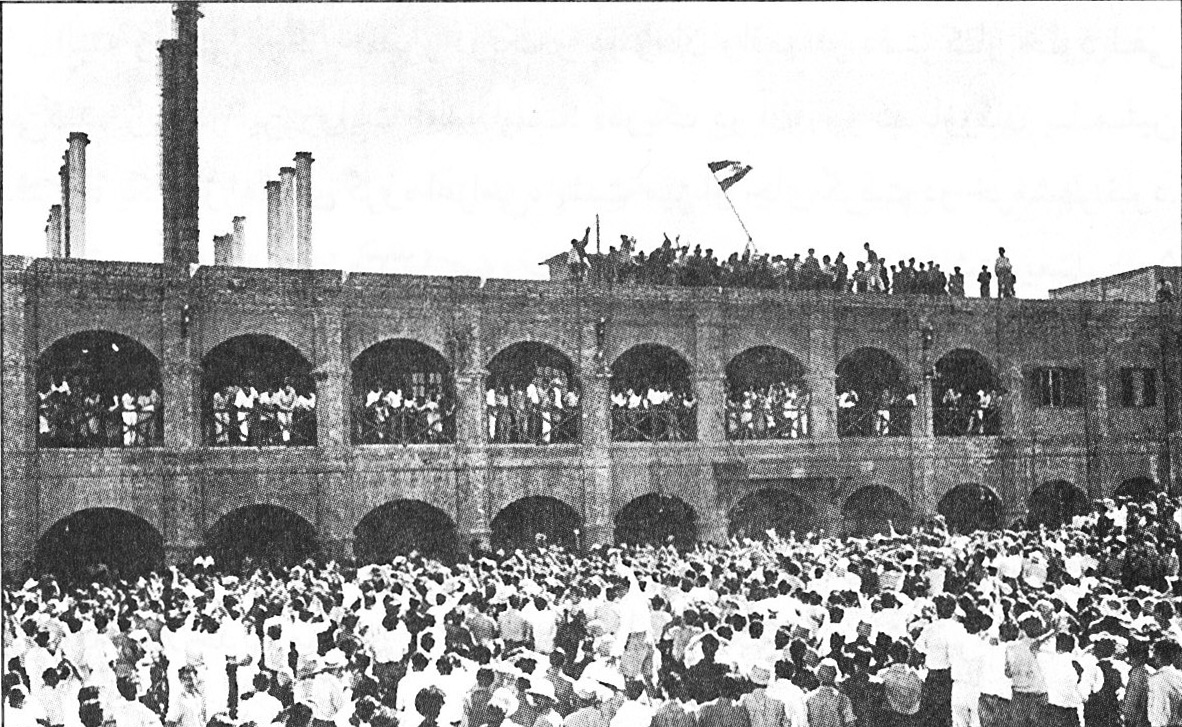
Nationalisation du pétrole iranien, 20 juin 1951 à Abadan

L'AIOC rappelle, furieuse, tous ses techniciens, et pas un n'accepte de travailler pour la SNIP ; les nouvelles compagnies pétrolières appartenant à l’État constatent une chute dramatique de productivité et conséquemment des exportations. La crise d'Abadan est le résultat de cette situation qui s’est envenimée avec la fermeture des marchés d’export. Sans réseau de distribution, le gouvernement iranien est rejeté des marchés par un blocus international pour forcer Mossadegh à la reprivatisation.
Truman, "bloque le projet militaire anglais, accorde un prêt à Mossadegh, et lui suggère d'indemniser l'Anglo-Iranian". Mais Mossadegh, en 1952, refuse de négocier l'indemnisation, rompt toute relation diplomatique avec Londres et critique les États-Unis. Ensuite, le Premier ministre ne fait plus l'unanimité : un de ses anciens ministres, Fazlollah Zahedi, fait figure de chef de l'opposition car il est partisan d'une reprise du dialogue avec l'AIOC.
Les mois passent et la situation se détériore : les techniciens iraniens ne sont pas assez expérimentés ni nombreux pour s’occuper des puits, qui ferment ou brûlent, faute d’entretien. Les relations continuent de se dégrader avec les Anglais, qui finissent par décréter un embargo total sur le pétrole iranien : ils proclament qu'acheter du pétrole iranien, c'est faire l'acquisition d'un bien volé. Selon Daniel Clairvaux, auteur d’un essai sur l’Iran, « Mossadegh a commis deux erreurs politiques majeures : d’une part, il est convaincu que le monde ne pourra se passer de pétrole iranien ; en réalité, d’autres pays (l’Irak, le Koweït, l’Arabie Saoudite) se sont substitués ; d’autre part, il croit pouvoir se passer des étrangers pour exporter le pétrole : ce ne sera pas possible à cause du blocus organisé par l’Angleterre. ». La situation politique en Iran n’est pas meilleure, Mossadegh, entraînant le pays dans la crise par son intransigeance, commençant à perdre son aura, bien que l'anglophobie du peuple reste vivace. La Grande-Bretagne saisit une nouvelle fois la Cour de La Haye, et Mossadegh et sa suite s’y rendent, cette fois. Les débats sont plus houleux, et la Cour finit par se déclarer de nouveau incompétente. C’est une victoire pour les Iraniens, mais c’est un statu quo. Mossadegh demande au chah et au Parlement les pleins pouvoirs pour régler la crise populaire, l'opinion étant divisée ; les deux refusent et Mossadegh démissionne.

### Intermède Ghavam os-Saltaneh (17 juillet -22 juillet 1952)

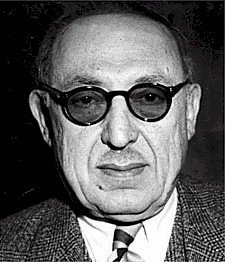
Ahmad Ghavam redevient Premier ministre pour trois jours en 1952.

Mossadegh démissionne donc avec fracas le 17 juillet 1952, et pour le remplacer, le Parlement pressent comme Premier ministre Ahmad Ghavam os-Saltaneh, 76 ans. Le chah ne l’apprécie pas, lui reprochant d’avoir été omniprésent dans le rôle de la crise d’Azerbaïdjan, sans parler des contentieux datant de l’époque de Reza Chah, ni d’une mini-crise que Ghavam avait engendrée en critiquant ouvertement le renforcement du pouvoir du chah en 1949, mais le nomme Premier ministre. En outre, Ghavam a contre lui la Cour, qui lui reproche à peu près la même chose que le chah, Mossadegh, qui même s’il le connaît et l’apprécie aimerait bien retrouver sa place, et ses partisans, très nombreux, ainsi que le Tudeh, qui, aux ordres de l’URSS, déteste Ghavam depuis l’affaire des crises sécessionnistes.
Ainsi débute une véritable campagne contre le nouveau Premier ministre, à laquelle se joignent les extrémistes religieux, suspectant Ghavam de vouloir tenir les mollahs loin de la politique. Le Premier ministre condamne l’idée d’une économie sans pétrole que le gouvernement Mossadegh avait fini par envisager, et cherche à renouer le dialogue avec l’AIOC, et face au désordre ambiant, à rétablir l’ordre. Mais la situation populaire est complètement chaotique, et des manifestations liant généralement le départ de Mossadegh et une haine de Ghavam deviennent de plus en plus violentes. La maison de Ghavam est prise d’assaut par les émeutiers qui y mettent le feu, sa famille se réfugiant chez une amie. Le chah, sans trop se forcer, finit par démettre Ghavam et, face à la demande populaire, se contraint à rappeler Mossadegh le 22 juillet 1952. Mossadegh redevient donc Premier ministre et Ghavam restera à l’écart de la vie politique jusqu’à l’arrivée au pouvoir du général Zahedi. Ghavam n'a même pas eu le temps de former un gouvernement, ni de recevoir la confirmation de sa nomination par le Majlis ; il avait en outre prévu de renouer le dialogue avec les britanniques, et de rétablir l'ordre dans la rue, en faisant s'il le fallait usage de la force ; si tous ces projets ne verront pas de suite, personne n'a jamais su comment le vieil homme comptait s'y prendre, personne ne lui ayant demandé ; Mossadegh n'a lui pas une grande technique non plus : les pleins pouvoirs pour résoudre la crise, mais sans préciser comment.

### Loi d’habilitation
Le 3 août 1952, le Parlement iranien adopta une loi d'habilitation, qui exige que tous les projets de loi signés par Mossadegh entrent immédiatement en application, même s’ils ne sont pas examinées par le Parlement et le Sénat et approuvés et signés par le chah. Mossadegh justifie cela en disant que le pays est dans une situation d'urgence et que le gouvernement doit se donner les moyens d'agir. Dans la loi, il était prévu que le projet de loi soit présenté au Parlement plus tard. En effet Mossadegh profita de cette occasion pour mettre le Parlement, le Sénat et le chah en marge du processus législatif, car il ne comparu plus devant le Parlement. Après six mois Mossadegh demanda une prolongation de ses pouvoirs. Après débat houleux, le Parlement adopta le 20 janvier 1953 une extension de la procuration à condition que Mossadegh, pour tout projet de loi, qu'il signe, le soumette au Parlement, et qu’il disposait ainsi d’un délai de trois mois pour présenter d'autres lois et les soumettre au Parlement à l'avenir. Cependant, Mossadegh n’en tint pas compte en continua à gouverner comme avant.

### Purges dans l'armée
En février 1953, la tension entre le gouvernement de Mossadegh et l'armée s’accroît ; sur ordre de Mossadegh, le général Morteza Yazdan-Panah, qui avait refusé de valider une décision gouvernementale, est remplacé par Mahmud Baharmast en tant que chef de l'armée ; en février 1953, Mossadegh suggère au chah de quitter discrètement le pays pour calmer la tension, mais tout se sait et des manifestations pro-chah et anti-Mossadegh éclatent partout dans la capitale. Mossadegh, dont la maison manque de tomber aux mains des émeutiers, revient sur sa décision que le chah avait pourtant accepté, et ce dernier, qui sait qu’il possède un réel pouvoir populaire, reste dans la capitale. Baharmast est après cela remplacé par le général de brigade Taqi Riahi, une meilleure connaissance de Mossadegh, et plusieurs officiers supérieurs de l'armée sont envoyés à la retraite anticipée.

### Effondrement de l'industrie pétrolière iranienne
En mars 1953, l'économie iranienne est par le manque de recettes pétrolières au bord de l'effondrement. De 54 millions de tonnes en 1950, les ventes tombent à 132 000 tonnes en 1952. Mossadegh envisage une économie sans pétrole, ou de se tourner vers les pays du bloc de l’Est. L'Union soviétique aurait, selon certaines sources, promis une aide économique de 20 millions de dollars. Le général Zahedi avait à plusieurs reprises demandé au ministre de la Cour Hossein Ala de persuader le chah Mohammad Reza Pahlavi de destituer Mossadegh. Mais le chah refusait de le faire, aussi longtemps que le Premier ministre avait la confiance de la majorité des membres du Parlement. Le chah était convaincu que le gouvernement de Mossadegh serait politiquement fini de par ses propres actions un jour ou l’autre, et sa propre intervention n’était pas nécessaire.
La lutte avec les Anglais ne mène à rien, et même au quart du prix, la plupart des pays qui contournent le blocus imposé par les Anglais ne veulent pas du pétrole iranien, car il existe d'autres pays producteurs de pétrole, qui ont fait moins parler d'eux, et les Anglais avaient sérieusement alarmé tous les pays que s'ils achetaient du pétrole iranien, ils achèteraient de facto un bien volé, celui de l'AIOC.

### Un pouvoir disputé
En avril 1953, Mossadegh renvoya le ministre de la Cour Hossein Ala et nomma à sa place Alas Abol Qasem Amini, un homme de sa confiance. Le 20 avril 1953, le chef de la police de Téhéran, Mahmoud Afshartous, est enlevé et assassiné peu après. Le cerveau de cet enlèvement et assassinat fut arrêté le 22 avril 1953, un certain Hossein Khatibi. Le 2 mai 1953, le gouvernement accusa les députés Mozzafar Baghai et le général Fazlollah Zahedi d’avoir été impliqués dans l'enlèvement et l’assassinat d’Afschartus, et exigea leur arrestation. Le président du Parlement Abol-Ghasem Kashani contredit les accusations et accorda l'asile accordé à Zahedi dans le bâtiment du Parlement de l'Iran. Tout au long du mois de juin, il y avait entre les partisans et les adversaires de Mossadegh un débat houleux au Parlement. Les opposants de Mossadegh l'accusaient de ne pas tenir compte des avancées parlementaires iraniennes acquises sous la révolution constitutionnelle et de gouverner comme un dictateur.
Mohammad Reza Chah finit par prendre en grippe cet homme providentiel de la nationalisation qu’il avait lui-même soutenu, et dont les prises de position puis l’intransigeance ont fini par l’indisposer, et dont il livrera un portrait dans ses mémoires. Les événements suivant la reconduite de Mossadegh le confinent dans un climat particulier : le chah est privé du titre honorifique de chef des armées, et s’il peut effectuer des visites en province pour tester sa popularité, il ne peut désormais accorder ses audiences qu’en présence d’un tiers du gouvernement, surtout le ministre des Affaires étrangères Hossein Fatemi, opposant notoire aux Pahlavi, la princesse Ashraf allant jusqu’à dire que Mossadegh a placé le téléphone du chah sur écoute et envoyé des espions dans la Cour. Cette dernière est également victime d’une purge dans la Cour orchestrée par Mossadegh, qui ordonne à la quasi-totalité des membres de la famille royale de quitter le pays, dont la reine-mère Tadj ol-Molouk et le prince Ali Reza. Si le chah et Mossadegh se rencontrent régulièrement pour sauver les apparences, la situation se détériore et la rue se divise en deux camps, les pro-chah et les pro-Mossadegh.

### L'offre soviétique
Le 20 juillet 1953, la direction du Parti Tudeh écrivit une lettre ouverte à Mossadegh, dans laquelle le parti appelait le gouvernement à cesser tous les accords d'assistance militaire et technique des États-Unis et à rompre les relations diplomatiques avec les États-Unis. Le lendemain, se tint une conférence et une manifestation de masse organisés par le parti Tudeh avec une estimation de 40 000 participants appuyant les revendications de la lettre ouverte. L'Union soviétique demanda à Mossadegh le 9 août 1953 si une équipe de négociation pourrait venir en Iran pour offrir une aide économique au pays, ainsi que le retour de onze tonnes d'or, que l'Union soviétique avait prises après le retrait de ses troupes du pays lors de la Seconde Guerre mondiale en Iran.
Le gouvernement ne répondit pas, bien que de nombreuses personnalités dans le gouvernement aient de l'estime pour la république ; rien ne laisse supposer, du reste, que Mossadegh ait vraiment envisagé l’alignement sur Moscou, comme cela l'a souvent été prétendu.

### Référendum sur la dissolution du Parlement
Après le 2 août 1953, Mossadegh avait pris des mesures contre les courtisans et dans les palais royaux, le chah n'était plus autorisé à recevoir des visiteurs sans l'autorisation préalable du Premier ministre. Les membres du Parlement iranien se trouvaient en majorité contre Mossadegh. Ce dernier organisa un référendum pour le dissoudre. Le vote donnait une réponse sans appel : la proposition de dissolution l'emporta avec une majorité de 99,94 %. Mais les personnes ne rendaient publiquement dans ses isoloirs séparés pour voter oui ou non. Peut-être intimidés, peu de personnes votèrent contre la proposition de Mossadegh de dissoudre le parlement. C'était semble-t-il une idée de l'organisation des bureaux de vote qui avaient été approchés par Mossadegh. Il n'est donc pas surprenant que seulement 170 voix contre furent émises à Téhéran.
Le Parlement fut ainsi dissous, de nouvelles élections prévues; mais aucune date ne fut avancée : c'était une occasion pour le chah de renvoyer son Premier ministre : selon la Constitution, le monarque pouvait démettre le chef du gouvernement selon sa volonté, mais l’usage avait été pris que le chef d’État se repose sur le « pressentiment » du Majlis avant de nommer un gouvernement ; en l’absence de Parlement, le chah reprit cette prérogative.

## Organisation
Début 1953, Dwight D. Eisenhower, devenu président des États-Unis le 20 janvier 1953, se pose en nouveau médiateur sur le litige britannique : il offre à Mossadegh de faire reconnaître la nationalisation à l’AIOC, contre dédommagement de la compagnie anglaise, et de renflouer ensuite les caisses de l’État iranien, qui en ont grandement besoin. Mais Mossadegh exige un prêt à ses conditions et louvoie sur le reste. À Washington, des rumeurs naissent qu'il aurait décidé de se tourner vers l'Union soviétique pour vendre le pétrole ; la nouvelle administration prend peur : on sait que Mossadegh, pour se faire pressentir et ensuite pour la nationalisation, a pactisé avec les communistes, et qu’il a dans son gouvernement de nombreux sympathisants de la république, comme Hossein Fatemi, ou du pacte de Varsovie. Et si l’Iran se tournait vers le bloc de l’est ? Face à la demande déconcertante de Mossadegh, Eisenhower diffère sa réponse, puis commence de secrètes tractations avec le Royaume-Uni pour trouver une issue à la crise, qui passera par le remplacement de Mossadegh, et qui débouche sur la planification du coup d’État.

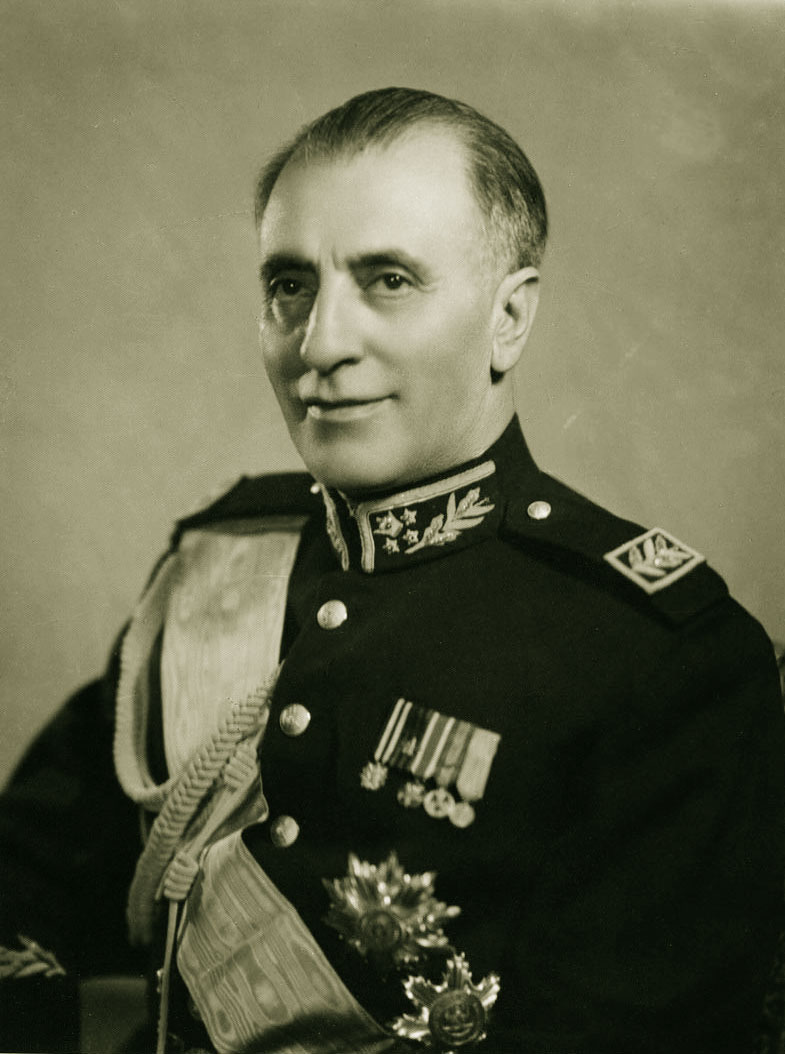
Fazlollah Zahedi.

Le 6 juillet 1953, puis le 19 juillet 1953, l'agent de la CIA Kermit Roosevelt Jr. se rendit en Iran pour rencontrer le général Fazlollah Zahedi, qui avait donc soutenu le Front national depuis 1949 et avait été le premier ministre de l'Intérieur de Mossadegh, mais qui avait rompu avec Mossadegh après leurs divergences concernant la coopération du gouvernement avec le parti communiste Toudeh. Après sa rupture avec Mossadegh, Zahedi était membre du « Comité pour le salut de la patrie » (Komitah-e-Vatan e Najat) (ou Comité des 46), qui appelait les officiers et les civils iraniens à résister. Un autre membre éminent du comité était le général Hasan Arfa (en).
La CIA et le MI6 contactent la princesse Ashraf, toujours en exil - à Paris, qu'ils chargent d'approcher son frère l'empereur, pour l'informer du projet et lui demander sa coopération. La princesse accepte. Le 26 juillet 1953, elle voyage d'Orly à Téhéran ; arrivée à Saad-Abad, Mossadegh est informé de son arrivée et la convoque. Ashraf justifie, bien qu'ayant été exilée, son retour : elle doit régler quelques « affaires personnelles », dont récolter des fonds pour une opération médicale à son fils. Mossadegh lui laisse vingt-quatre heures. C'est suffisant pour la princesse, qui rencontre son frère jumeau pour l'informer du projet, et à qui elle transmet une demande conjointe des services secrets britanniques et américains de rédiger le firman d'évincement de Mossadegh et celui de nomination de Zahédi. Puis elle repart, mission accomplie. 

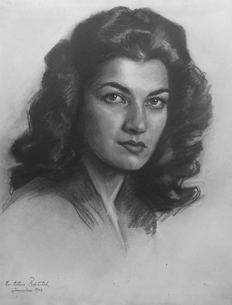
La princesse Ashraf ol-Molouk Pahlavi.

Début août, Allen Dulles et sa femme se rendent dans les Alpes suisses, où, sous couvert de vacances, il retrouve Herbert N. Schwarzkopf, l'ambassadeur Loy Henderson, et la princesse Ashraf. Est choisi pour mener l’opération Ajax Kermit « Kim » Roosevelt Jr., un agent senior de la CIA et petit-fils de l’ancien président des États-Unis Theodore Roosevelt. Alors que la direction officielle lui est attribuée, le projet est conçu par Donald Wilber, un agent de la CIA et auteur encensé de livres sur l’Iran, l’Afghanistan et Ceylan (Sri Lanka), et mené sur le terrain par le colonel Norman Schwarzkopf Sr.. Ce dernier se rend à Téhéran le 1er août 1953, mais ne reste que quelques jours en Iran.
« Ce n'était pas l'intention de la CIA », comme l'écrit le journaliste français Gérard de Villiers : « de déclencher un conflit militaire », qui n'aurait d'ailleurs pas été possible avec les 900 hommes de la mission militaire américaine, mais son vrai but était « d'organiser et de coordonner la résistance contre Mossadegh ».
Le nouveau directeur de la CIA Allen Dulles rendit disponibles un million de dollars pour « toute mesure (action) » qui pouvait « conduire au renversement de Mossadegh. » Son frère, le secrétaire d'État américain John Foster Dulles déclara que l'ambassadeur des États-Unis à Téhéran était prêt à recruter des iraniens putschistes comme une éventuelle aide.
Le 3 août 1953, Roosevelt eut une longue conversation avec Mohammad Reza Chah Pahlavi. Il est noté dans les documents de planification de TPAJAX que : « Si le chah ne suit pas les suggestions des représentants du gouvernement américain et ne signe pas les documents pertinents, le général Zahedi serait informé du fait que les États-Unis agisseraient même sans la coopération active du chah. » Roosevelt avait reçu des instructions claires. Il devait dire au chah : « S'il ne coopérait pas, sa dynastie disparaîtrait bientôt. Les États-Unis et la Grande-Bretagne l'avaient, par le passé, en dépit de quelques malentendus, soutenu et ils continueraient à le soutenir. Mais s'il ne gérait pas la situation, ce soutien serait résilié. » Roosevelt indiqua clairement au chah que s'il n'intervenait pas, l'Iran serait menacé par les communistes ou d'un destin similaire à celui de la Corée.
Le 13 août 1953, le chah, en vacances à Kelardasht (6h de voiture de Téhéran), coopéra ; il signa le certificat de renvoi du Premier ministre Mossadegh et celui de nomination du général Zahedi comme nouveau Premier ministre.
En planifiant l’opération, la CIA prend ses précautions pour empêcher le parti communiste Tudeh de prendre le pouvoir dans le cas d'un échec de l’opération Ajax : Selon des documents autrefois classés « top secret » de la National Security Archive, le sous-secrétaire d’État Walter Bedell Smith révèle que la CIA est parvenue à un accord avec des chefs de tribu Qashqai dans le sud de l’Iran, afin d’établir un refuge pour que les agents et guérillas financés par les États-Unis puissent opérer.
Les dirigeants de l'Union soviétique ne restèrent pas inactifs dans l'intervalle. Le diplomate Anatoli Lawrentjew fut rappelé de Bucarest et le 1er août 1953, fut nommé ambassadeur soviétique en Iran. Lavrientiev avait auparavant été en 1948 ambassadeur en Tchécoslovaquie, et avait eu un rôle important dans le renversement du président Edvard Beneš. Benes était président d'un gouvernement, comme Mossadegh et le Front national. Il eut à gérer une pression soviétique de plus en plus importante, si bien que la fin de son mandat fur précipitée par les communistes qui prirent le pouvoir, avant d'écarter les membres non-communistes de son gouvernement. L'arrivée en Iran de Lavrentiev, qui avait organisé la prise de pouvoir communiste en Tchécoslovaquie, fut bien accueillie à ce moment critique du gouvernement Mossadegh, le diplomate étant un partenaire sans aucun doute expérimenté, qui pourrait ainsi conseiller le Parti Tudeh dans un proche avenir.

## Déroulement de l'opération et de ses suites
Une fois les deux firmans signés, le commandant de la garde impériale, le colonel Nematollah Nassiri se voit chargé d'aller les remettre à Zahédi et Mossadegh. Arrivé à Téhéran le soir du 15 août, il rencontre le général Zahédi chez un de ses amis et lui transmet le message. Zahédi lui indique ensuite d'aller chez Mossadegh porter le firman, à 23 h, juste après la fin du conseil des ministres, qui s'y tient de 20 h à 23 h, que l'annonce de la destitution du Premier ministre soit également faite aux membres du gouvernement.

### Révocation de Mossadegh - échec du plan AJAX (15 août)

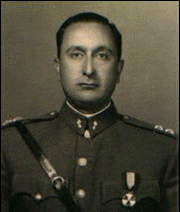
Nematollah Nassiri

Le 15 août 1953, cependant, Mossadegh fut informé par téléphone, plus tôt dans la journée, de son renvoi prévu par le chah par Noureddin Kianouri (en), un principal représentant du parti Tudeh. Noureddin Kianouri parla d'un « coup d'État contre Mossadegh ». Le Parti Tudeh avait mis en place un réseau secret d'intermédiaires dans l'armée ayant même infiltré la garde impériale du chah, ce qui l'avait mis au courant du plan et de l'organisation de la destitution de Mossadegh. Nematollah Nassiri arriva le soir du 15 août à la maison de Mossadegh. Chose étrange et qui fut à l'origine d'un important dysfonctionnement : il arriva en retard, à minuit, et non à 23 h. Introduit dans la résidence, il fit délivrer à Mossadegh par son valet le décret de révocation ayant reçu la sanction royale. Mossadegh signa l'obtention du certificat de libération. Nassiri sortit de la maison de Mossadegh, mais fut arrêté au domicile du Premier ministre.
Encore aujourd'hui, il est difficile de savoir de qui est venu cet ordre, même s'il est généralement attribué à Mossadegh lui-même. En accompagnement du coup d'État chez Mossadegh, la Garde Impériale avait été employée pour prendre possession de points stratégiques à Téhéran. Le ministre des routes et des Chemins de Fer Haghchenass et le ministre des Affaires étrangères Fatemi furent arrêtés par la Garde impériale, mais libérés dans les heures qui suivirent sous les ordres de Mossadegh. Le chef d'État-Major de l'armée Taghi Riahi fut également recherché, mais passant ses nuits à son bureau, il n'est pas appréhendé par la Garde impériale.

### Événements du 16 août

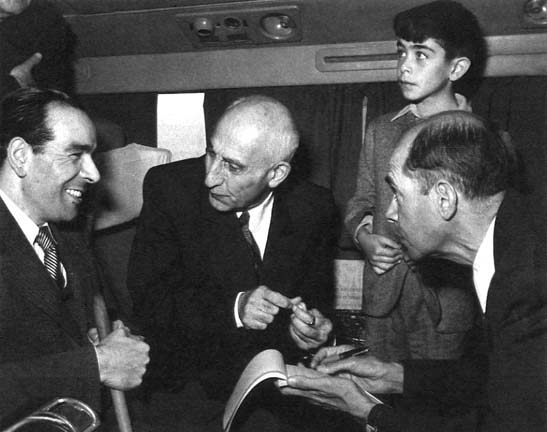
Hossein Fatemi (à gauche) et Mohammad Mossadegh (au centre).

Lorsque le chah apprit que Mossadegh s'était opposé au décret et avait arrêté Nassiri, il s'enfuit le matin du 16 août 1953 de Kelardasht vers sa résidence à Ramsar avec son avion privé, avant en changer pour prendre la direction de Bagdad. Il était accompagné de sa femme Soraya, son aide de camp le major Atabay, du lieutenant Khatami et d'un pilote. À Bagdad, le chah rencontra l'ambassadeur américain en Irak Burton Berry. Après la réunion, le chah dit à la presse internationale qu'il avait renvoyé le Premier ministre Mossadegh qu'il avait remplacé par le général Zahedi, et que Mossadegh n'avait pas respecté les pouvoirs que lui donnait la Constitution. Il avait quitté le pays pour éviter l'effusion de sang, mais il n'avait pas abdiqué et reviendrait vite dans son pays pour le servir.
Le lendemain, Mossadegh appelle le patron de la radio nationale, lui demandant de passer un message qu'il a à enregistrer : il y parle de son renvoi par le chah, qu'il accompagne d'un message d'espoir concernant l'avenir du pays. Informés, plusieurs personnalités politiques arrivent, dont Ali Shayegan (en) et Hossein Fatemi, ce dernier essayant de forcer Mossadegh à se maintenir malgré le décret, évoquant le « coup d'État de la Garde Impériale » qui n'est pas une façon honnête de démettre un Premier ministre. Mossadegh semble hésiter, mais, finalement, la radio diffuse une déclaration inspirée de Fatemi : « Hier soir, un coup d'État a été tenté contre le gouvernement. La plupart des traîtres sont derrière les barreaux. Seuls Zahedi et un petit noyau semblent avoir réussi à s'échapper. J'offre une récompense de 500 000 riyals à celui qui arrêtera Zahedi. Mort à tous les traîtres ! » Zahedi, justement, est vite soupçonné -à juste titre- d'être mêlé au coup d'État ; Mossadegh ordonne de le faire arrêter à son domicile ; mais le général s'est enfui et se cachera pendant trois jours, utilisant des alliés sûrs et discrets. Plus tard dans la journée, Mossadegh et son cabinet, puis la population entière sont informés de la fuite du chah. Très vite, la question d'un « changement de régime », un changement de forme de gouvernement de la monarchie à la république, se posa après le départ du chah. Le Parti Tudeh et ses périodiques affiliés eurent comme gros titres : « Le pouvoir est à nous » et « Nous exigeons la proclamation d'une république et l'ouverture d'un procès contre le Shah. » La presse anti-Pahlavi en général, dont le journal de Fatemi, tient le même discours et les mêmes revendications.

### Événements du 17 août
Le 17 août 1953, le chah continue son « exil » vers Rome, à l'hôtel Excelsior. Là-bas, lui et la reine Soraya s'accordent quelques jours de répit, fuyant la presse et restant presque cachés dans leur suite à l'hôtel, offerte par un dernier carré de fidèles. Ils scrutent du reste toute éventuelle nouvelle venant de Téhéran.

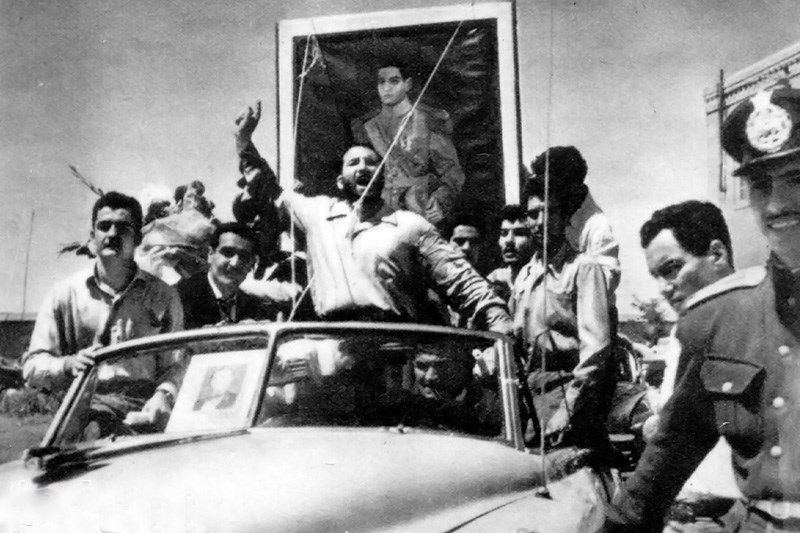
Shaban Jafari, meneur des pro-chah, sur un véhicule brandissant le portrait royal.

Ce même jour des membres militants du Tudeh vandalisèrent la tombe de Reza Chah Pahlavi à Ray. Le président du Parlement, l'ayatollah Kashani et son adjoint, l'ayatollah Behbahani se retournèrent contre Mossadegh. Behbahani mis en garde dans ses prêches publiques que le « danger rouge » auquel amenait Mossadegh contribuerait à l'abaissement de l'Islam. Le général Teymur Bakhtiar, le commandant suprême des forces armées à Kermanshah, se déclara clairement du côté du chah Mohammad Reza Pahlavi et prêt à envoyer ses troupes sur Téhéran.
Le 17 août 1953 toujours, Kermit Jr. Roosevelt organisa une manifestation pro-chah. À cet effet, il employa des culturistes qu'il connaissait bien, des Zurkhanehs menés par Shaban Jafari (surnommé par ses adversaires Shaban Bhimokh c'est-à-dire Shaban Sans-Cervelle) accompagné de trois cents à quatre cents hooligans scandant des slogans pro-chah. La plupart étaient des hommes de main de Jafari, considéré comme un petit caïd urbain. Bien que des photos le montrent parmi les manifestants, Jafari prétendit n'avoir participé qu'aux événements de février 1953, et non à ceux d'août, étant en prison à ce moment-là, à cause des débordements de la manifestation hivernale. Il semble en fait qu'il ait été libéré par ses partisans dans le chaos du 16 au 19 août. L'ambassadeur américain Loy Henderson changea environ 400 000 $ en Rial et Toman dans la Banque d'État perse Melli le 18 août 1953, pour payer des émeutiers ou d'éventuels supports : des passants ayant reçu des billets de 10 rials crièrent « Vive le chah » au passage des manifestants. À d'autres endroits de Téhéran et de quelques autres grandes villes du pays, d'autres manifestations pro-chah furent déclenchées par les réseaux du général Zahedi.
De son côté, le camp opposé, c'est-à-dire les anti-chah et tous ceux favorables à une république, dont Fatemi et Shayegan, organise ou fait organiser de grandes manifestations au nom du Front National ou du Tudeh. Lors de l'une ayant rassemblé 40 000 personnes (selon le gouvernement), Fatemi et Shayegan y prennent la parole. Le deuxième émule surtout le premier, qui parle du shah comme « un serviteur des Britanniques » « sanglant et capricieux », qu'il surnomme aussi « le voleur de Bagdad ». Tous deux réclament la proclamation de la république.

### Événements du 18 août
Le matin du 18 août 1953, les gouvernements britannique et américain arrivèrent à la conclusion que leur tentative de destituer Mossadegh avait échoué. Selon Villiers, pour l'opération visant au rétablissement du chah, la CIA avait dépensé exactement 32 643 000 rials, ce qui représentait à cette époque une somme de 390 000 dollars américains. Les agents de la CIA reçurent l'ordre de quitter l'Iran. Dans une lettre au président américain, Walter Bedell Smith recommanda en mémorandum de désormais soutenir Mossadegh.

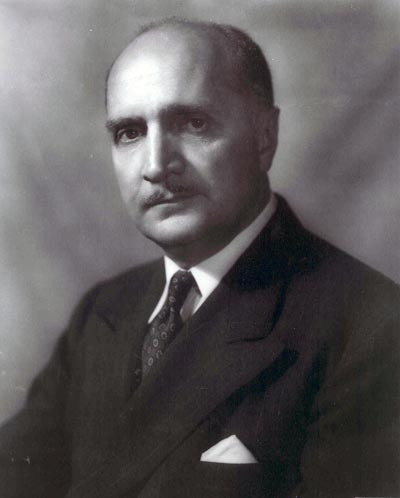
Loy Wesley Henderson.

L'ambassadeur américain Loy Henderson se rendit à la résidence officielle du Premier ministre et fut reçu par Mossadegh. Henderson demanda à Mossadegh s'il pouvait lui expliquer ce qui était arrivé dans les derniers jours afin qu'il puisse informer son gouvernement. Il avait été en vacances et était revenu seulement aujourd'hui. Mossadegh lui dit qu'il avait dissous le parlement, « parce qu'il ne s'était pas prouvé digne du peuple iranien. » Les Britanniques avait forcé le chah à le faire arrêter, selon le Premier ministre. Comme Nassiri vint pour l'arrêter, il fut lui-même par la garde personnelle de Mossadegh. Henderson lui demandant de parler du firman d'évincement, Mossadegh déclara qu'il n'avait jamais entendu parler d'un décret du chah le déposant en tant que Premier ministre. Et même s'il y avait eu ce décret, il ne l'aurait pas reconnu dans la mesure où le chah n'avait pas ce pouvoir, selon lui. Henderson a dit au revoir après cette entrevue détaillée à Mossadegh, et ce dernier était convaincu que les États-Unis étaient maintenant de son côté.
Une nouvelle manifestation organisée par Fatemi éclate à Téhéran : il rassemble plus de 100 000 personnes, réclame la mise en place de plusieurs mesures à la limite du pro-soviétisme et la distribution d'armes à la population — sous-entendant qu'elle va en avoir besoin. Mais la manifestation traînant en longueur, Mossadegh cherche à calmer le jeu et surtout à rassurer les Américains qui pourraient penser que les communistes prennent le pouvoir : l'armée est envoyée pour disperser la foule, composée de personnes considérées comme alliées à Mossadegh, ce qui déchaîne encore plus les passions. La population soutient l'armée ou l'attaque, cherchant à protéger les manifestants, le tout au milieu d'une confusion monstre. Mossadegh interdit toute manifestation pour le lendemain et les dirigeants du parti Tudeh furent aussi informés qu'il ne permettrait plus de tels dérapages. Néanmoins, les portraits du chah sont décrochés des bâtiments publics et lors des cérémonies de salut au drapeau, les références au monarque sont supprimées.
Mossadegh a des difficultés à trouver une issue à la crise, le départ du chah ayant fait visiblement éclater (ou intensifier) des antagonismes latents. Il cherche à mettre en place un conseil de régence, mais le chah n'ayant pas abdiqué et n'étant pas mort, la situation pose problème de même que le choix d'une personne compétente pour diriger ledit conseil de régence. Le Premier ministre, qui du reste ne se sent pas à l'abri, se retranche dans sa résidence, devenue un véritable bunker, protégé par plusieurs véhicules lourds.

### Événements du 19 août

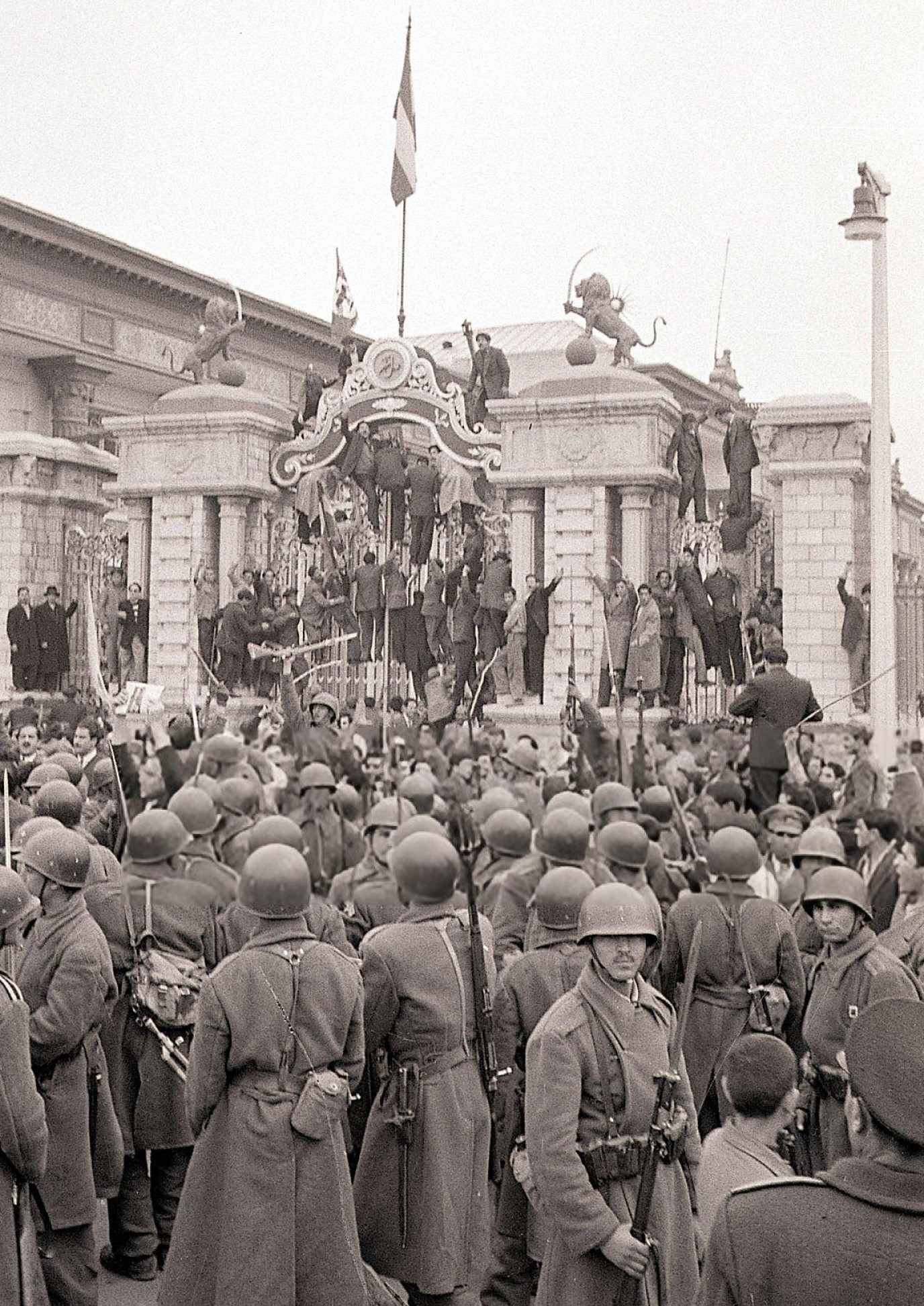
Soldats iraniens encerclant le Parlement à Téhéran, 19 août 1953

Le 19 août 1953 (28 Mordad 1332) ont lieu les événements qui font définitivement basculer la situation en faveur de Zahedi et du chah. Mossadegh se réveille avec l'ambition d'organiser un référendum qui lui permettrait d'établir un conseil de régence ; en attendant, il lui faut rétablir l'ordre. Il nomme administrateur de la loi martiale le général Daftari : or, le militaire s'est non seulement rallié au général Zahedi, mais il a reçu le même ordre du général. La confusion est totale. Tôt le matin, les manifestants pro-chah défilent dans les rues de Téhéran. Vers midi, la police et les unités militaires opposés à Mossadegh les rejoignent et prennent d'assaut le département d'État, le siège de la police et le quartier général de l'état-major de l'armée. Puis l'existence du firman du chah qui destituait Mossadegh en tant que Premier ministre et qui nommait le général Zahedi nouveau Premier ministre, fut connu de la population ; cela grâce au fils du général Zahedi, Ardeshir Zahedi, qui, déjà le 16 août, avait fait imprimer 10 000 exemplaires du firman dans une imprimerie dans l'intention de les distribuer à la population et à la presse. Le 18 août, une copie du certificat signé du chah est publié sur la première page du journal Shahed, publié par Mozaffar Baghai. D'autres journaux publient le même document le 19 août. Les nouvelles du renvoi de Mossadegh se propagent rapidement à Téhéran. Dans le quartier du bazar, les manifestations pro-chah se réunissent vers neuf heures, puis défilent dans les rues de Téhéran avec des appels à se rallier et des slogans pro-chah. Dans les provinces éclatèrent aussi des manifestations pro-chah. Ces manifestations n'ont cependant pas fait totalement basculer la situation.

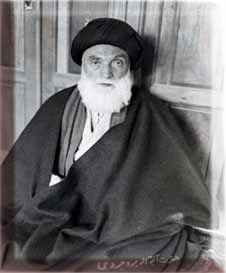
Le grand ayatollah Seyyed Hossein Tabatabai Boroudjerdi

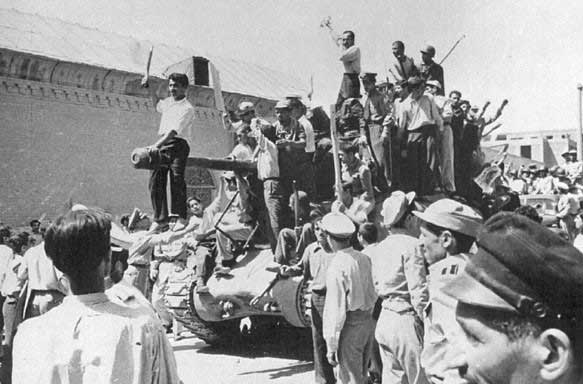
Partisans du général Zahedi victorieux, défilant sur un char

Une bonne partie de la population, pour se rallier au général Zahedi, attend l'avis du clergé, notamment les commerçants du bazar : le haut dignitaire chiite, le grand ayatollah Hossein Boroujerdi, que l'on dit proche du chah, aurait déclaré lors d'une réunion du clergé iranien, à propos des événements politiques et de l'attitude du clergé sur la question : « Le pays a besoin d'un roi » (mamlekat Shah mikhahad). Après quoi les ayatollahs Behbahani et Kashani appelèrent les « militants habituels » à descendre dans les rues pour défendre leurs positions. À Tabriz, Ispahan et Chiraz, des civils et des militaires descendirent dans les rues et crièrent « Vive le chah ». Les bâtiments publics sont vite occupés par les manifestants et les stations de radio locales annoncèrent qu'elles se ralliaient au chah Mohammad Reza Pahlavi.
Le chef du parti Tudeh Kianouri appela Mossadegh à « mobiliser les masses et à donner des armes à la population », ce que refusa de nouveau Mossadegh. Le Tudeh, contrarié dans ses intentions et dans ses actions, se bouge alors plus. De toute façon, la lutte pour le pouvoir entre Mossadegh et le chah ne les regarde pas. Ce soutien fera cependant cruellement défaut à Mossadegh, qui les a désavoués pendant les trois derniers jours.
Les affrontements armés entre les partisans de Mossadegh et les troupes fidèles au général Zahedi ayant eu lieu principalement en dehors de la maison Mossadegh firent plus de 200 morts et 300 blessés. Le général Riahi appelle Mossadegh au téléphone et lui dit d'abandonner. À cinq heures de l'après-midi, Mossadegh abandonne la bataille : les troupes de Zahedi avaient déjà gagné. Dans une brève déclaration, il rappelle qu'il était le Premier ministre légitime, mais que les organes de sécurité refusaient de suivre ses instructions.

Le docteur Mossadegh fuit sa maison assiégée par une échelle

Barricadé dans sa résidence, le Premier ministre sait que ses opposants vont arriver pour tenter de prendre par la force ce qui est depuis quelques jours le siège du pouvoir. Les protestataires devant la maison de Mossadegh finissent par enfoncer la porte et mirent à sac la maison. Les troupes fidèles à Mossadegh et quelques civils affrontent les manifestants émeutiers, un lutte finale qui fit 41 morts. Mossadegh s'enfuit en escaladant, avec son dernier carré de fidèles, le mur de la maison du voisin où il resta caché pour la nuit. Le lendemain Mossadegh voulut affronter les forces de sécurité et décida de se rendre à Zahedi. Il se rendit d'abord à la maison d'un de ses ministres, où il fut découvert et arrêté par des policiers qui étaient à sa recherche. Mossadegh est rapidement confronté à Zahedi, lequel ordonne qu'il soit bien traité.
Les troupes pro-Mossadegh, bien qu'elles aient été alarmés et par la prise de pouvoir des postes importants de Téhéran par leurs rivaux restèrent neutres ou impuissantes, ne s'agitant que lors de la bataille finale à la maison de Mossadegh. Le Premier ministre réfugié chez un voisin -puis chez son fils, qui est aussi un voisin, le général Zahedi sort triompher avec les hommes de Shaban Jafari sur la place du Parlement Baharestan,. Il se rend ensuite à la radio nationale où il se proclame Premier ministre puis tient un discours sur l'avenir du pays avant de faire libérer ses partisans et incarcérer ceux de Mossadegh,.« En fait, ce fut vraiment l'armée qui marqua le retournement de l'opinion », selon Villiers, « la masse des manifestants n'intervint quasiment pas [...] mais fut surtout là pour donner à l'intervention de l'armée un caractère populaire spontané. » Lequel sera largement exploité par le régime restauré jusqu'en 1979, puis totalement obnubilé après la révolution islamique, la force seule de militaires et de civils corrompus, ainsi que des étrangers ayant permis la victoire des forces pro-chah, selon la République Islamique.

## Poursuite des événements
À Rome, à 15 heures, le chah est informé de la prise de pouvoir du général Zahedi. Il s'éclate « Je savais qu'ils m'aimaient ! » Il faut cependant pour Mohammad Reza Chah que le général Zahedi joue à être le « Monck Iranien », et rappelle sur le trône le roi ; or il n’y est pas exhorté par les personnalités, dont Hassan Taghizadeh ou l'ambassadeur anglais Denis Wright, ce dernier lui conseillant même de chasser le chah et ce qui reste du régime impérial. Mais Zahedi invite le chah à rentrer en Iran le 20 août.

Le chah envoie depuis Rome des télégrammes de remerciements à Boroujerdi et Behbahani, dans lequel il les remerciait de leur soutien. Boroujerdi répondit : « J'espère que le retour de Sa Majesté mettra fin au mal qui ronge le pays, qu'il apportera la gloire et l'honneur de l'Islam et qu'il entraînera le bien-être des musulmans. » Il ne remercie cependant pas l'ayatollah Kashani, probablement à cause de l'implication supposée de celui-ci dans l'attentat contre sa personne en 1949, ou celui contre Razmara en 1951. Mohammad Reza adresse des remerciements à tous les autres meneurs de foules, et le 22, il rentre au pays. Le chah est accueilli triomphalement par ses partisans à l’aéroport de Mehrabad, dont Zahedi et Nassiri - qui a été libéré et nommé général.

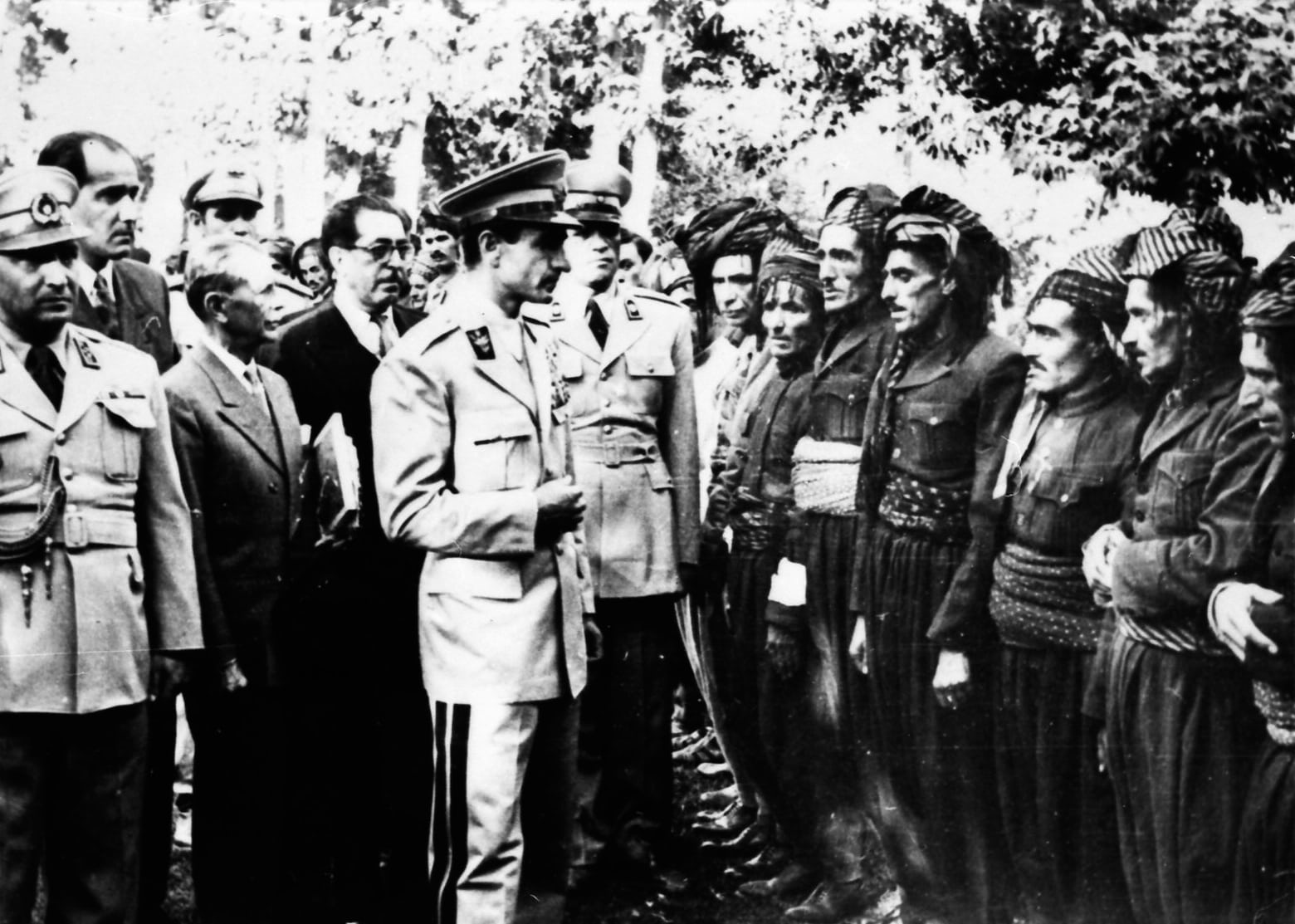
Le retour du chah.
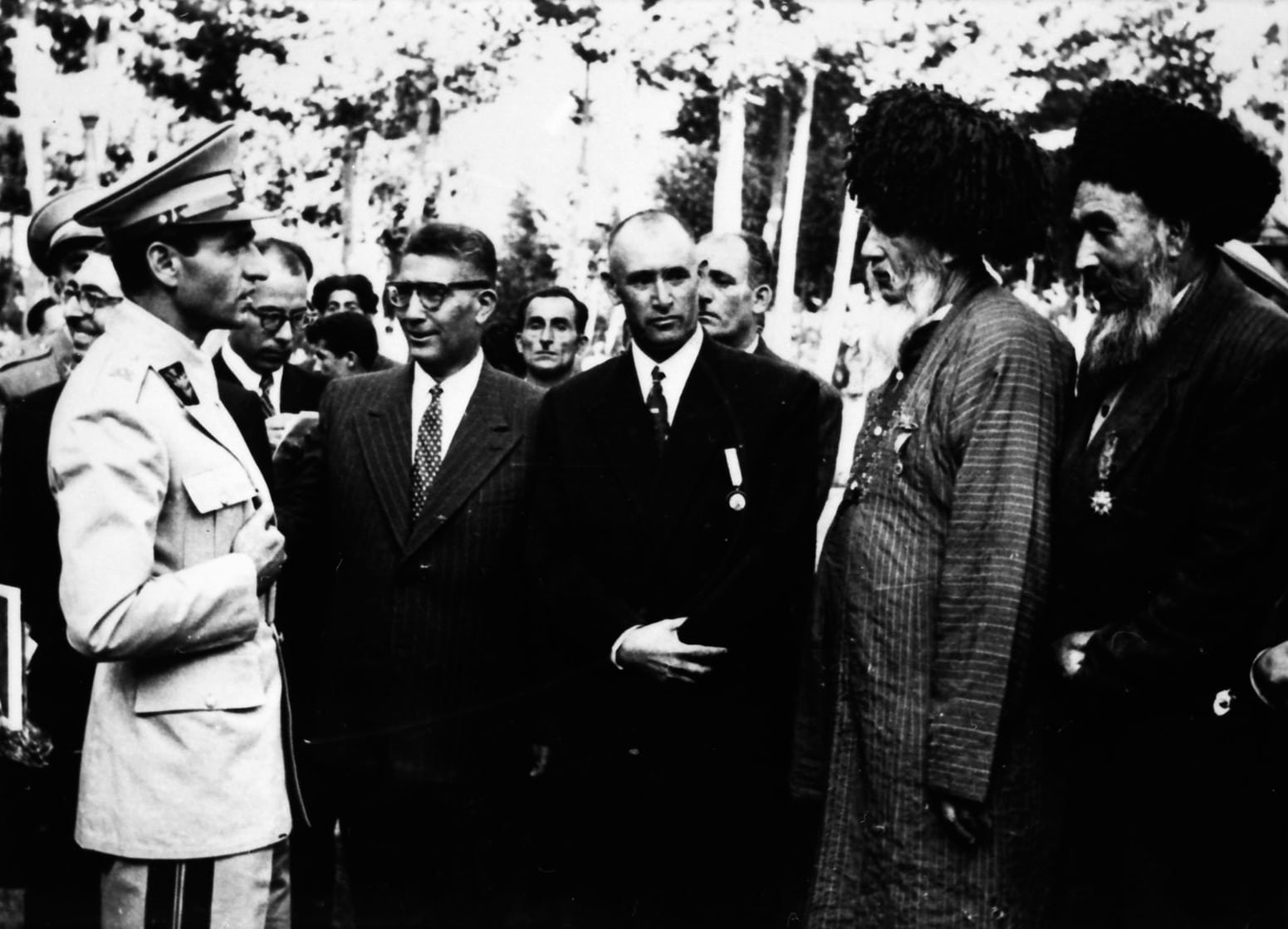
Le chah, après son retour, rencontre l'ambassadeur russe.
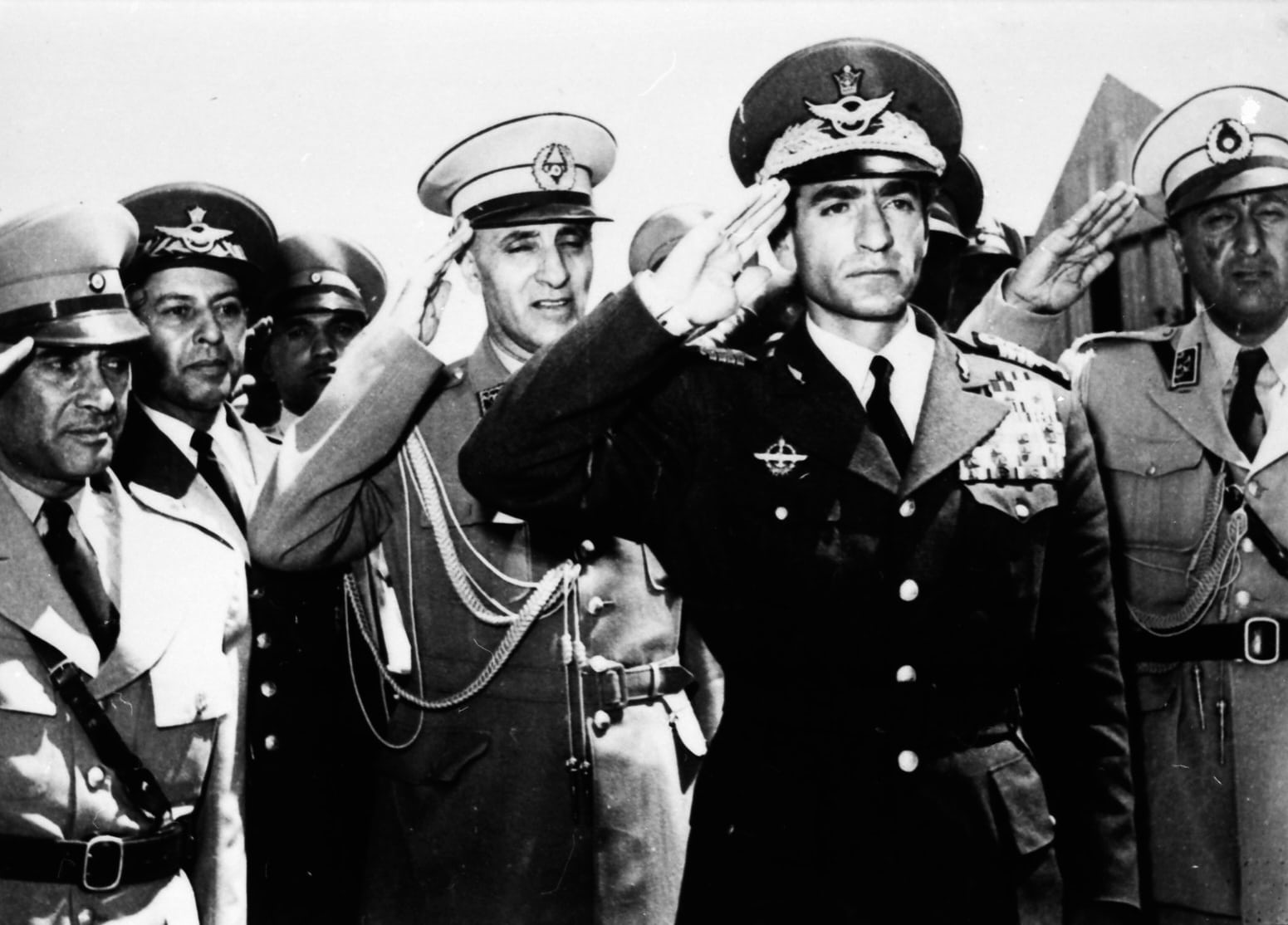
Le chah, devant Zahedi et Nassiri, de retour à l'aéroport de Téhéran.

### Procès de Mossadegh et de ses ministres et assistants

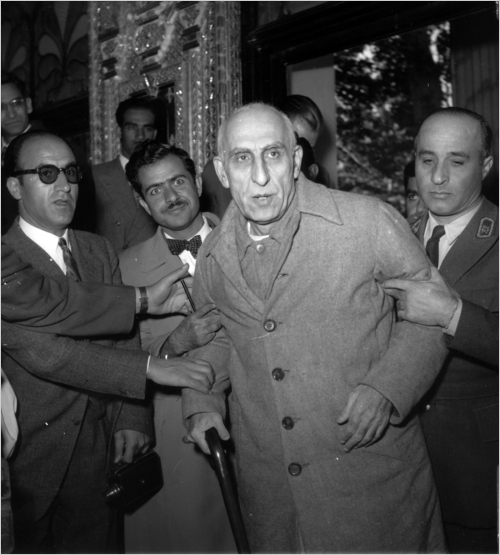
L'ancien Premier ministre Mohammad Mossadegh, arrivant à son procès au début de celui-ci, le 8 novembre 1953

Mossadegh se rend donc le 20 août aux autorités et est rapidement confronté à Zahedi, qui lui réserve bon traitement. Il est mis aux arrêts et les avis divergent à son égard : le chah insiste pour qu’il soit jugé, ayant effectué un putsch en refusant le firman de Nassiri la nuit du 15 au 16 août. Zahedi avance en premier lieu les valeurs de Mossadegh, mais reconnaît que le chah a raison.
Le chah décide donc de consulter une sorte de conseils d’hommes politiques chevronnés qui, après délibération, ne dispensent pas l'ex-Premier ministre d’un procès. Il s’ouvre donc le 8 novembre 1953 : on y confronte tous les protagonistes du gouvernement Mossadegh, et si certains lui restent fidèles d’autres pensent avant tout à se disculper. Mossadegh joue beaucoup de sa personne, mobilisant une partie de l’intérêt de la presse : le procès tourne plutôt en sa faveur, sa personnalité et ses talents d'orateur y étant pour beaucoup. En coulisses, on suggère au chah de gracier Mossadegh avant même la fin du procès, ce dernier ayant rendu plus de services à la patrie que l’ayant maltraitée ; Mohammad Reza Chah, ennuyé par ce déferlement médiatique et ayant fait la même conclusion, décide de gracier son ancien Premier ministre.
Mohammad Mossadegh est ainsi « condamné » à trois ans de prison puis à l’assignation à résidence. Il ira ainsi vivre en exil sur ses terres de Ahmad Abad, où il résidera jusqu’à sa mort, le 7 mars 1967. De tous les collaborateurs de Mossadegh, seul Hossein Fatemi, après une longue cavale, sera condamné à mort, malgré des efforts du général Zahedi, qui redoutait qu'il devienne un martyr anti-Pahlavi ; ce qu'il devint après son exécution le 10 novembre 1954.

## Conséquences
Le renversement du gouvernement Mossadegh conduit à une renégociation des accords pétroliers avec l’AIOC. Le chah refuse cependant de revenir sur la nationalisation et que l’AIOC récupère son « territoire ». Entrent ainsi en jeu les Américains, ainsi que les Néerlandais et les Français, plus minoritaires, pour donner une allure composite à cette ingérence étrangère. Car l’Iran a besoin de ces compagnies étrangères : le pays possède trop peu de techniciens expérimentés ou même de main-d’œuvre, et le gouvernement Zahedi ayant accepté la proposition de renflouement économique proposée par Einsenhower.

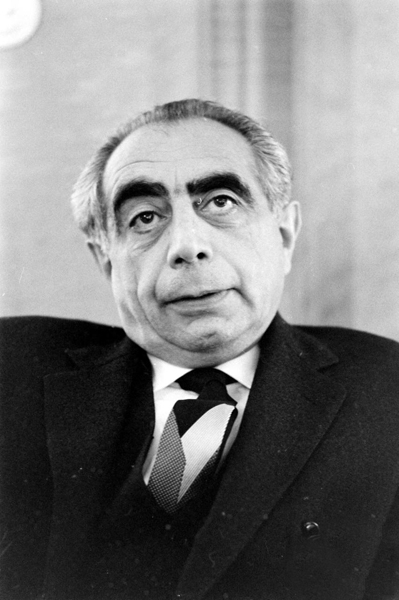
Ali Amini, meneur des négociations de 1954 côté iranien

Pour ménager la chèvre et le chou, la nationalisation est finalement acceptée par les pays étrangers : le gouvernement iranien, par le biais de l'AIOC (Anglo-Iranian Oil Company) reste propriétaire des installations et de la distribution en Iran, la commercialisation extérieure est assurée par un consortium anglo-américain, les revenus pétroliers sont partagés. Le consortium de distribution du pétrole est créé pour une durée de 25 ans à partir de 1954 et reçoit l’exclusivité de la vente pétrolière iranienne. Après de longues négociations menées par Ali Amini avec le consortium de compagnies pétrolières internationales, les personnalités de ce consortium sont trouvées : l'extraction et le traitement ainsi que la distribution des produits pétroliers ne sont plus réservés exclusivement à l'AIOC. Le consortium comprend d’autres sociétés, comme la Shell des Pays-Bas, de nombreuses petites entreprises des États-Unis ainsi que la Compagnie française des pétroles (CFP) de France. En fonction de l'accord du consortium furent fondées deux sociétés, avec un siège en Iran selon le droit néerlandais et un autre à Londres, la Iranian Oil Exploration and Producing Co. et la Iranian Oil Refining Co. Ces deux sociétés étaient à 100 % incluses dans la toute nouvelle Iranian Oil Participants Ltd. Ni le chah ni Zahedi ne sont pleinement satisfaits de ces accords.
Pour ce qui est des parts étrangères, la part britannique est réduite à 40 %, avec introduction simultanée de cinq compagnies pétrolières américaines ayant 40 % des parts, et pour les 20 % restants, 14 % revinrent à la Royal Dutch Shell et 6 % à la société française CFP (plus tard Total). La part des profits iranien des recettes pétrolières était initialement de 25 %. Mais l'accord va être revu plusieurs fois, notamment après la création de l'OPEP auquel le chah contribua, de sorte que la part iranienne des revenus du pétrole atteint finalement plus de 50 %. Le consortium était supposé prendre fin en 1979 - ce fut le cas effectivement, avec la nationalisation décrétée du pétrole après la révolution islamique. L'AIOC devint, en 1955, la British Petroleum, BP.
Anatoli Lawrentjew, l'ambassadeur soviétique en Iran, fut renvoyé après le renversement de Mossadegh et rentra en URSS. Moscou lui reprocha d'avoir « échoué à maintenir l'agenda soviétique ». Lavrientiev aurait tenté de se suicider le 19 août 1953. Peu de temps après, Lavrientiev revint de Moscou et reprit à nouveau son poste d'ambassadeur soviétique à Téhéran.

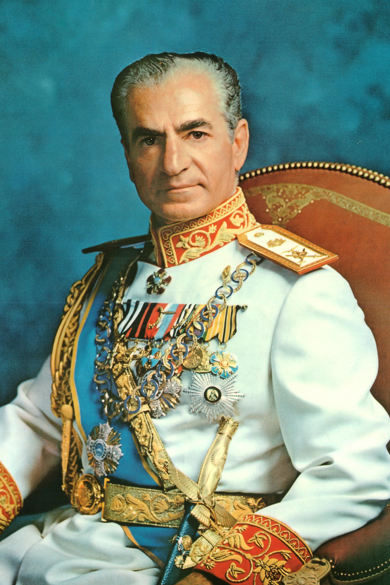
Mohammad Reza Pahlavi en 1972

Dès son rétablissement sur le trône du Paon, le chah joue un rôle plus actif et central dans la gestion de l'État, tant d'un point de vue politique qu'économique. Très bien accueilli à son retour, il écrivit dans ses mémoires que, alors qu'il était roi depuis plus d'une décennie, il estima que le peuple l'avait « élu » et « approuvé » pour la première fois et qu'il avait un mandat populaire « légitime » pour mener à bien ses réformes (bien que certains dans la foule aient été soudoyés). Le chah ne put cependant jamais se débarrasser de la réputation d'être un dirigeant « imposé par l'étranger » chez les Iraniens anti-royalistes. Les partis politiques sont ensuite très contrôlés, jusqu'à ce que le chah tente d'instaurer un système bipartite inspiré du modèle américain (via le Parti nationaliste et le Parti populaire) en 1957. La même année est créée la SAVAK, officiels services secrets mais officieuse police politique chargée de surveiller et de réprimer au nom de la sûreté de l'État, mise en place avec l'aide des services secrets américains et du Mossad. Après l'incident de Siahkal en 1971, la SAVAK reçut « carte blanche » pour torturer les dissidents - présumés - avec une « force brute » qui, au cours des années, « augmenta considérablement », et près de 100 personnes furent exécutées pour des raisons politiques au cours des 20 dernières années du règne du chah,. Néanmoins, le chah traita généralement ses opposants de manière relativement douce par rapport à la plupart des chefs autocratiques,. Après la révolution, la SAVAK fut officiellement abolie, mais fut en réalité « considérablement agrandie » en une nouvelle organisation qui tua entre 8 000 et 12 000 prisonniers entre 1981-1985 seul et 20 000 à 30 000 au total - jusqu'à aujourd’hui. Un prisonnier qui fut incarcéré sous la chah et la République islamique déclarant que « quatre mois sous la garde d'Asadollah Lajevardi (République islamique) correspond à quatre ans sous celle de la SAVAK »,,. Simultanément, un train de réformes sociales, économiques et culturelles inspirées des modèles occidentaux est lancé par le chah dans les années 1960 (révolution blanche).
Dans les années 1970, et ce malgré une croissance économique forte, le régime pro-occidental du chah accentue son autoritarisme (censure, parti unique en 1975, abus commis par la Savak et dénoncés par Amnesty International) et ses nombreuses dépenses (festivités de Persépolis, projets pharaoniques, achats d'appareils militaires sophistiqués) qui le font passer pour un régime élitiste imposé par l'étranger et déconnecté du pays qu'il gouverne : les effets pervers de la crise pétrolière de 1973 n'étant pas encore évalués à leur juste valeur, l'amélioration du niveau de vie ne s'étend pas à l'ensemble des Iraniens : le fossé se creuse entre une partie et une autre part grandissante de la population, aux aspirations diverses et pour certaines diamétralement opposées, exigeant certaines réformes et en rejetant d'autres. La situation se détériorant dès la fin de l'année 1977, elle tournera au chaos, à la confusion et aux affrontements violents durant l'année suivante. C'est la révolution iranienne qui verra l'émergence de l'ayatollah Khomeyni, chef religieux en exil depuis quinze ans en Irak puis en France et soutenu par le gouvernement de Valéry Giscard d'Estaing dans un contexte de concurrence entre la CEE et les États-Unis, et la chute du régime impérial pro-occidental au profit d'un système théocratique instauré en avril 1979 : la république islamique d'Iran.

## Héritage
Selon Stephen Kinzer, l’opération Ajax est le premier complot organisé par la CIA pour renverser un gouvernement. Le succès obtenu avec une logistique modique et un coût relativement faible encourage l'agence américaine à mettre en œuvre une opération similaire au Guatemala un an plus tard.
La vérité sur le déroulement de l'opération Ajax et ses intentions, largement remaniée et plusieurs fois réécrite, n'est jamais la même selon la source à laquelle on se réfère, bien que plusieurs sources affichent ensemble des tendances. La lutte pour le pouvoir entre le chah et Mossadegh est manifeste, et chacun a ou a eu ses partisans. L'opération Ajax est résumée à : soit le renversement d'un Premier ministre démocratiquement élu par les infâmes puissances étrangères, au profit du placement d'un pion dans le cadre de la Guerre Froide, soit au renversement populaire d'un Premier ministre ayant usurpé ses droits et chassé son roi qui lui, n'avait commis aucune faute politique et agissait constitutionnellement. Les deux sont à la fois vraies et fausses.
Il existe beaucoup de versions différentes de celle énoncée ci-dessus : La plus connue est que la CIA et le MI6, après avoir échoué dans leur première tentative, ne perdirent pas espoir et mirent en place un autre coup d’État : les manifestants du Tudeh n’étaient pas de vrais communistes, mais des hommes de la CIA et des voyous recrutés par celle-ci qui visaient à créer un climat de peur insurrectionnelle.
Dans cette version, l’accent est généralement mis sur la mauvaise réputation de Shaban Jafari et de ses comparses. Et Zahédi n’arriva à la fin que pour devenir Premier ministre, n’ayant pas vraiment eu de rôle. Dans une autre version, il a bel et bien eu un rôle, mais ne s’occupe que de la coordination des manifestations des faux communistes et de celle des voyous ; dans cette même version, le chah aurait rencontré l’ambassadrice Clare Booth Luce des États-Unis à Rome, qui l’aurait assuré du soutien (réel ?) des États-Unis au régime des Pahlavis. Dans une autre version, le chah ne s’enfuit pas le matin du 16 août, mais quitte le pays sans précipitation – vraisemblablement la veille – pour aller « s’abriter ». Dans encore une autre version, la CIA et le MI6 (encore eux), manipulèrent eux-mêmes le clergé, via l’ayatollah Behbahani, qui aurait déjà reçu des pots-de-vin de la part desdits services secrets[réf. souhaitée]. Le rôle des religieux dans la chute de Mossadegh, en particulier celui de Kachani, varient beaucoup aussi selon les versions,. D'autres sources, étonnantes, indiquent que « US installs Shah as dictator », ce qui impliquerait que Mohammad Reza Pahlavi n'apparaisse sur la scène politique qu'en 1953, et qui est faux.

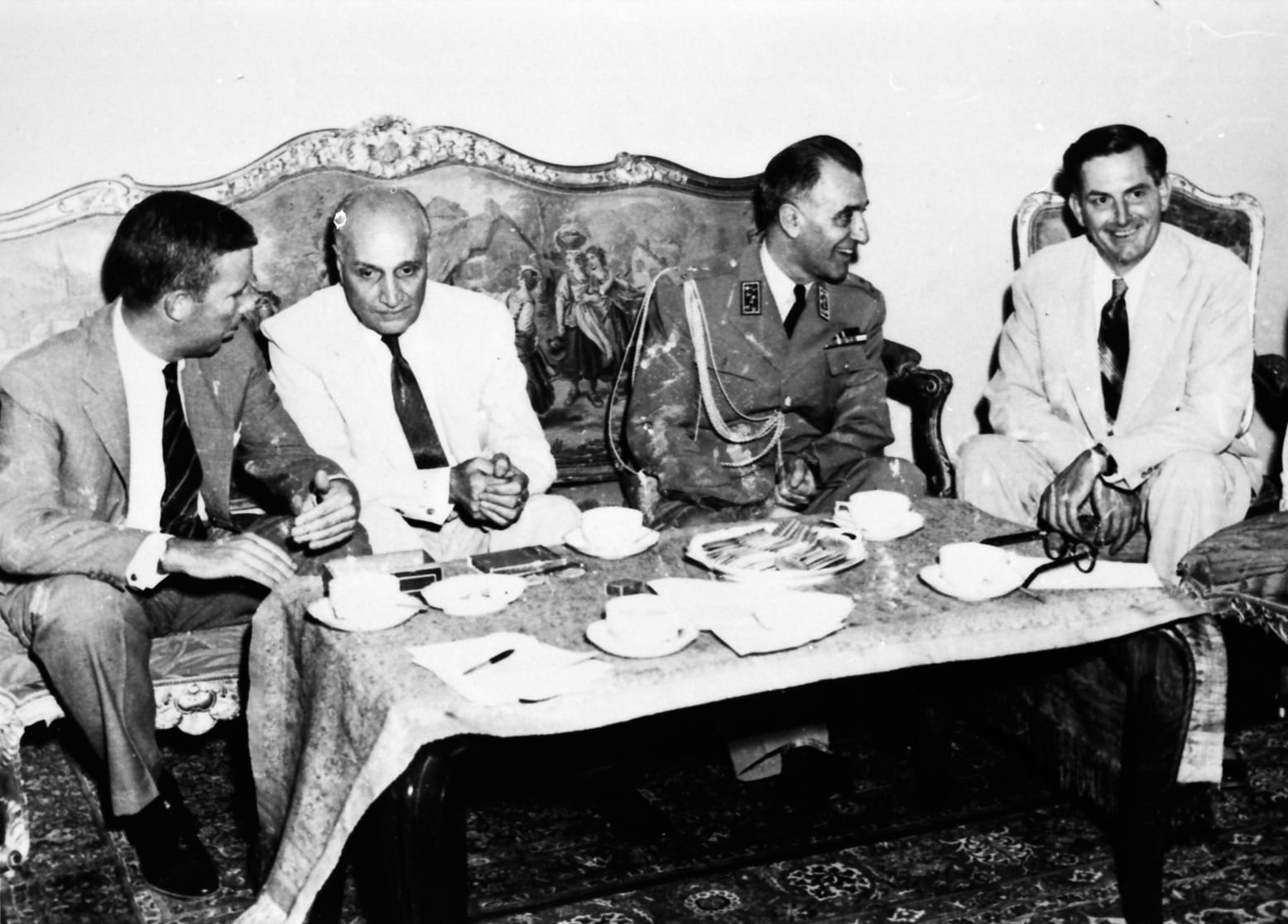
Après le coup d'État militaire, Zahedi reçut les ambassadeurs américains qui renouvelèrent le prêt que Roosevelt avait proposé à Mossadegh en début d'année et qu'il avait refusé : pour beaucoup, cela donna l'impression que les américains payaient un agent

Le problème étant surtout que le véritable manque de recul envers ce passage (ou ce tournant) de l’histoire iranienne ne permet pas une vraie clarification des choses. La plupart des sources ont toujours une arrière-pensée politique, et leurs auteurs sont, soit des partisans de soit Mossadegh, soit du chah, soit des religieux, ces derniers défendant une version où les religieux ont le bon rôle – c’est-à-dire que les religieux appariassent comme des partisans de Mossadegh, tous deux ennemis de la « dictature du chah », négligeant généralement que les relations entre les Pahlavis (père et fils) et Mossadegh furent compliquées, et plus subtiles qu’un éternel affrontement entre un chef nationaliste et des « laquais des puissances étrangères ».
Le livre de Stephen Kinzer, par exemple, si malgré son titre fait preuve d'une certaine objectivité, a un point de vue profondément « mossadeghiste » : si un résumé du livre fait remonter le début de l'exploitation pétrolière en Iran à l'accord de 1933[réf. souhaitée] (ce qui est faux), Kinzer lie - comme beaucoup - le coup d'État de 1953 à la révolution de 1979, estimant que les américains firent de la monarchie constitutionnelle une vraie autocratie (ce qui est également faux, les États-Unis ne pouvant en rien toucher à la Constitution révisée de 1925 (en), même si effectivement, le chah s'affranchit après 1955 de la tradition de nommer son Premier ministre après consultation du Parlement), cherchant à détruire l'aspiration démocratique des iraniens et imposer une colonisation déguisée, la révolution islamique n'étant ainsi qu'un retour de flamme... 26 ans plus tard.
En plus, à toutes ces versions, de nombreuses questions se posent : pourquoi Mossadegh a-t-il pris le risque d'arrêter Nassiri, puisqu'il avait décidé d'accepter sa destitution, qu'il savait cependant tout juste constitutionnelle ? Pourquoi la CIA et le MI6, qui se devaient d'escorter les troupes de Nassiri, n'avaient-ils pas prévu que les choses dérapent ? Comment les services secrets (et selon certaines sources, dont son propre livre, Kim Roosevelt lui-même et seul) étrangers se sont-ils débrouillés pour organiser un pareil retournement de situation en seulement trois jours ? En quoi discréditer les communistes, souvent victimes de la loi martiale du gouvernement de Mossadegh, aurait-il précipité la chute de ce dernier ?

### En Iran

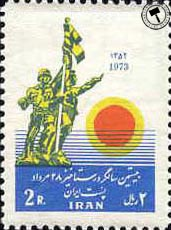
Timbre émis par l'empire d'Iran à l'occasion du vingtième anniversaire de la « Résurrection du 28 Mordad » (1973)

Après la coup d'État et jusqu'à la chute de la monarchie en 1979, la propagande impériale présente l'événement ainsi : Au terme d'une crise dans laquelle Mossadegh a plongé le pays, il tente de se maintenir au pouvoir en refusant le firman du chah, entraînant la fuite de ce dernier. Dès le lendemain, la population, dans son amour pour son roi, se soulève et, au bout de trois jours, le gouvernement - illégal - de Mossadegh finit par tomber face à ce qu'on appelle la « Résurrection du 28 Mordad ». Le chah, qui se sait appelé et aimé, rentre au pays trois jours après la chute du gouvernement, accueilli par le Premier ministre qu'il avait nommé. Aucune allusion n'est faite ni aux rôles des religieux, ni à la connivence de la CIA ou du SIS pour le « coup d'État de la Garde impériale », ni même vraiment à l'action de l'armée pour les événements du 19 août, si ce n'est pour dire qu'elle déserte en masse pour rejoindre la population. Après la révolution, la donne change drastiquement, mais le rôle du chah et de ses fidèles passe de l'hagiographie à la légende noire.
Des hommes associés à Mossadegh et ses idéaux se retrouvent dans le premier gouvernement post-révolutionnaire de l'Iran. Le premier Premier ministre après la révolution iranienne est Mehdi Bazargan, un proche collaborateur de Mossadegh. Mais après la rupture entre le régime conservateur islamique et les forces libérales laïques, le travail de Mossadegh et son héritage furent largement ignorés par la République islamique. Cependant, Mossadegh reste un personnage historique populaire parmi les factions de l'opposition iranienne. L'image de Mossadegh est l'un des symboles des mouvements d'opposition iraniens, comme le Mouvement Vert. Kinzer écrivit que Mossadegh, « pour la plupart des Iraniens », est « le symbole le plus vif de la longue lutte de l'Iran pour la démocratie » et selon lui des manifestants actuels portant une image de Mossadegh équivalent à dire « Nous voulons la démocratie » et « Pas d'intervention étrangère ».

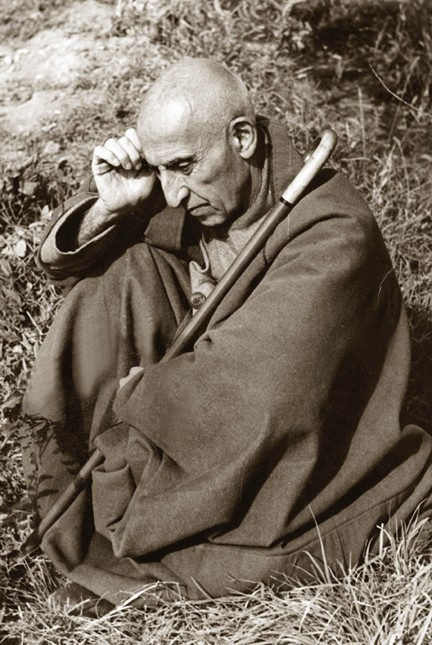
Mossadegh en exil à Ahmad Abad, 1965

En République islamique, le mémorial du coup d'État est tout à fait différent de fait des livres d'histoire publiés en Occident, et suivant les préceptes de l'ayatollah Khomeini, les juristes islamiques doivent guider le pays pour empêcher « l'influence des puissances étrangères ». Selon l'historien Ervand Abrahamian, le gouvernement tente d'ignorer Mossadegh autant que possible et lui attribue deux pages dans les manuels du secondaire. « Les médias font de l'ayatollah Abol-Ghasem Kashani le véritable chef de la campagne de nationalisation du pétrole, représentant Mossadegh comme le simple fait de factotum de l'ayatollah. » Ceci malgré le fait que Kashani rompit avec Mossadegh à la mi-1953 et « avait dit à un correspondant étranger que Mossadegh était tombé parce qu'il avait oublié le fait que le chah bénéficiait d'un large soutien populaire. » Un mois plus tard, Kashani « est allé encore plus loin et a déclaré que Mossadegh ne méritait que d'être exécuté parce qu'il avait commis l'infraction ultime : se rebeller contre le chah, « trahissant » le pays, et violer ainsi à plusieurs reprises la loi sacrée» .

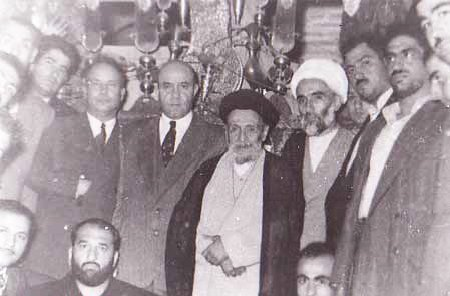
Abou al-Qassem Kachani, après le coup d'État, en compagnie de Shaban Jafari, meneur pro-chah notoire.

En République islamique d'Iran, le livre de Kinzer All the Shah's Men : An American Coup and the Roots of Middle East Terror a été censuré des descriptions des activités de l'ayatollah Abol-Ghasem Kashani lors du coup d'État. Mahmoud Kashani, fils de l'ayatollah Kashani, « l'un des plus notables membres du courant, de l'élite dirigeante » et que le Conseil iranien des gardiens a deux fois approuvé pour briguer la présidence, nie qu'il y ait un coup d'État en 1953, en disant que Mossadegh obéissait à des plans britanniques pour saper le rôle des religieux chiites.
Cette allégation est posée dans le livre Khaterat-e-e Arteshbod Baznesheshteh Hossein Fardoust (Les Mémoires de la retraite du général Hossein Fardoust), publié dans la République islamique et qui aurait été écrit par Hossein Fardoust, un ancien officier de la SAVAK - et ami proche du chah. Elle avance que plutôt que d'être un ennemi notable des Britanniques, Mohammad Mossadegh les favorisait toujours, et sa campagne de nationalisation de la compagnie pétrolière anglo-iranienne fut inspirée par « les Britanniques eux-mêmes ». L'universitaire Ervand Abrahamian suggère que le fait que la mort de Fardoust ait été annoncé peu avant la publication du livre peut être révélateur du fait que les autorités de la République islamique l'ait peut-être forcé à écrire de pareilles déclarations.

### Reconnaissance par les États-Unis

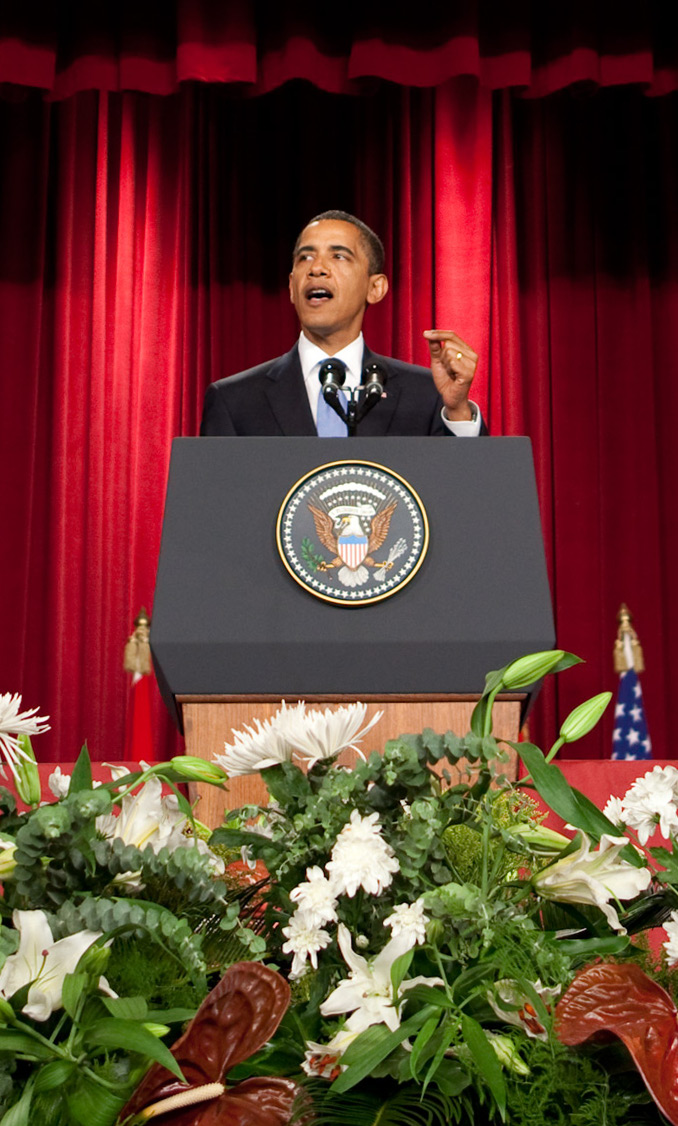
Barack Obama au Caire le 4 juin 2009

Loin de l'image de « fou sénile » véhiculée par les médias occidentaux, les documents déclassifiés de la CIA indiquent que celle-ci « comprenait les raisons du positionnement de Mossadegh ».
Durant l’administration du président américain Bill Clinton en 2000, la secrétaire d’État Madeleine Albright a reconnu officiellement le rôle des États-Unis dans l'organisation et le soutien financier du coup d’État de 1953. Barack Obama est le premier président à reconnaître l'implication de son gouvernement et à s'en excuser dans un discours adressé à la communauté musulmane le 4 juin 2009. « Cette question a été une source de tension entre les États-Unis et la république islamique d'Iran. Depuis de nombreuses années, l'Iran se définit en partie par son opposition à mon pays, et nous avons en effet une histoire commune tumultueuse. En pleine guerre froide, les États-Unis ont joué un rôle dans le renversement d’un gouvernement iranien démocratiquement élu. Depuis la révolution islamique, l'Iran a joué un rôle dans des actes de prise d'otages et de violences contre des troupes et des civils américains. Cette histoire est bien connue. Plutôt que de rester coincé dans le passé, j'ai clairement fait savoir aux dirigeants et au peuple iraniens que mon pays est prêt à aller de l'avant. » Après 60 ans, la CIA a même publiquement reconnu sa participation à l'opération Ajax. Elle fit cela le 19 août 2013 par la levée du secret (« déclassification ») des documents pertinents, à l'insistance à l'indépendance de la National Security Archive à l'université George-Washington. Laquelle se félicita de la décision prise par la CIA pour ouvrir le archives et exprima l'avis que cela aurait pu être fait il y a plusieurs années dans la mesure où il ne constituait plus aucune menace pour la sécurité nationale. Le directeur adjoint de la NSA Malcolm Byrne souligna, notamment : « Il n'y a pas de raison valable pour garder secrète une telle partie essentielle de notre passé récent... Les faits de base sont largement connus en Iran de tous les écoliers. Et la suppression des détails fausse l'histoire et conduit à la création de mythes sur tout. » La NSA publia les fichiers de la CIA en même temps sur Internet.

### Réfutations de l'opération et des interventions étrangères
La réalité de l'opération Ajax est contestée par certains protagonistes des évènements de 1953, ainsi que par d'anciens hauts dirigeants de la CIA, qui soutiennent que le gouvernement Mossadegh a été renversé sous la pression populaire, après sa destitution par le chah selon les termes de la constitution de 1906. L'un de leurs arguments est que les documents déclassifiés de l'opération, d'avant le 19 août 1953, qui auraient pu prouver sans ambiguïté l'intervention des services secrets américains et britanniques, ont été détruits dans leur intégralité, ce qui jette le doute sur son existence et sur tous les documents publiés par la suite : le rapport secret publié en 2000 par The New York Times, de même que le livre de Kermit Roosevelt, Jr., sont des témoignages individuels a posteriori. Selon Richard Helms, ancien directeur de la CIA, l'opération aurait été au départ une rumeur, reprise après coup par la CIA pour son propre compte dans le but de pouvoir présenter un succès après l'échec retentissant du débarquement de la baie des Cochons à Cuba. Par ailleurs, l'opposition iranienne favorable au chah estime que si les États-Unis n'ont jamais démenti l'opération Ajax, c'était afin de délégitimer le régime du chah auprès de l'opinion publique, notamment lorsque celui-ci a annoncé son intention de ne pas reconduire les accords pétroliers internationaux de l'Iran à leur échéance de 1979.
Les partisans de cette thèse, s'ils défendent souvent l'idée d'une réelle implication des Américains et des Soviétiques dans les événements, rappellent que la principale source directe de l'opération Ajax n'est autre que le livre de Kermit Roosevelt, ses mémoires « Countercoup : The struggle for the control of Iran ». Ce livre a été écrit à la fin des années 1970 dans un contexte indiquant que l'opération Ajax – ou du moins la version la plus répandue – aurait été effectivement créée ou « revisitée » par les Américains via Roosevelt cherchant alors à déstabiliser le régime du chah, les relations entre les deux étant alors dégradées de par la politique pétrolière du chah, ce dernier utilisant l'or noir pour obtenir beaucoup. Dans cette perspective, le livre de Roosevelt, s'il peut être utilisé comme une source, est cependant à considérer avec beaucoup de recul. Si l'opération Ajax n'est qu'un mythe, sa reconnaissance par Obama n'aurait été qu'un moyen pour les États-Unis de se rapprocher de la République islamique en critiquant le chah.
Il peut y avoir aussi une autre réponse : le président Obama jouait peut-être sur les mots : s'il reconnaissait que les États-Unis avaient cherché à organiser la chute de Mossadegh il ne disait pas si l'opération avait réussi ou pas. Dans ce cas, c'est l'action du général Zahédi qui a précipité la chute du docteur Mossadegh.

### Précisions et nuances
Ce fut en réalité, bien avant Barak Obama et Bill Clinton, le président Jimmy Carter qui en 1980 reconnut l'acte comme une faute. Il accédait à une des conditions de la république islamique pour la libération des otages détenus par des étudiants iraniens depuis novembre 1979. La destruction des documents relève même de la destruction de preuves, à comprendre par ce cauchemar d'une détention prolongée de diplomates, qui humilia les États-Unis pendant 444 jours. Le livre de Kermit Roosevelt a été publié en 1979 l'année même de la révolution islamique qui ne cachait pas son antiaméricanisme. Dans les semaines qui suivirent l'arrivée à Téhéran de l'ayatollah Khomeiny, les bases militaires américaines furent fermées. La parution du livre soulignait la responsabilité passée des États-Unis ; ce que ne pouvait ignorer Kermit Roosevelt. Son nom apparaît En clamant mensongèrement un rôle primordial des États-Unis dans le retour du chah en 1953 l'auteur aurait donc inventé l'implication depuis 1953 de six présidents des États-Unis dans les crimes et la corruption du régime autocratique ; dont Jimmy Carter lui-même. Le 31 décembre 1977, soit quelques semaines ou quelques mois avant le déclenchement des insurrections populaires, le trente-neuvième président des États-Unis se rendit en Iran et fit l'éloge du souverain. La biographie américaine d'Eisenhower par Stephen Ambrose, parue en France en 1986, sous Ronald Reagan faisait déjà état de cette opération. Par ailleurs s'il faut remonter aux années 1960 pour présenter la participation américaine au renversement de Mossadegh comme une rumeur de la CIA destinée à rattraper le fiasco en 1961 du débarquement de la Baie-des-Cochons, il faut rappeler que la CIA avait de tout façon à son actif le renversement en 1954 de Jacobo Arbenz au Guatemala. Le journaliste américain d'investigation David Wise écrit en 1964 un livre à charge, Invisible Government, dans lequel il étudie les coups d'État ou tentatives de coups d'État et de déstabilisation contre des régimes progressistes par la CIA dans le monde depuis l'arrivée du président Eisenhower au pouvoir en 1953. Sont traitées les interventions en Iran, au Guatemala, en Indonésie, à Cuba, au Laos et au Viet-Nam. Par ailleurs le nom de Kim Roosevelt, dans l'opération Ajax, apparaît au moins trois ans avant l'écriture de son livre. Ainsi en 1976 la biographie du chah par Gérard de Villiers l'implique directement le 17 août 1953 dans une manifestation de rue pro-chah. En amont, la police secrète du chah, la SAVAK, fut créée quelques années après la chute de Mossadegh, en 1957, avec l'aide de la CIA et du Mossad ; donc avant même la préparation du débarquement de la Baie des Cochons. Ceci témoignerait que l'existence et la survie de ce régime devait beaucoup plus à l'étranger qu'à ses soutiens intérieurs. En 1957 c'était toujours l'administration Eisenhower qui gouvernait à Washington. Richard Nixon était toujours vice-président, John Foster Dulles secrétaire d'État, son frère Allen Dulles, directeur de la CIA. Toujours avant l'échec du débarquement de la baie des Cochons, en 1960, le candidat démocrate à la présidence des États-Unis, John F. Kennedy, contre Richard Nixon critiqua la brutalité de la SAVAK et le soutien de l'Administration républicaine au chah. En aval des accords secrets entre l'administration Reagan et la république islamique qui menèrent entre 1986 et 1988 aux États-Unis à la crise de l'Irangate, indiquaient que le successeur de Jimmy Carter reconnaissait implicitement cette responsabilité passée.

## Annexe